# Pinturicchio
Pinturicchio ou Pintoricchio, né Bernardino di Betto vers 1452 à Pérouse et mort le 11 décembre 1513 à Sienne, est un peintre italien du XVe siècle, élève du Pérugin. Il est enterré à Sienne, à l'Oratorio dei Santi Vincenzo e Atanasio, une petite église de la ville.
Il est un artiste complet, capable de maîtriser à la fois l'art de la peinture sur panneau, de la fresque et de la miniature, qui travaille pour certaines des personnalités les plus importantes de son temps. Il est l'un des grands maîtres de l'école ombrienne de la seconde moitié du XVe siècle avec Le Pérugin et le jeune Raphaël.
Son surnom (qu'il accepte en signant ainsi) vient de piccolo pintore soit « petit peintre », qui lui été donné de manière affective, sans doute du fait de sa petite stature.
Giorgio Vasari a écrit sa biographie dans Les Vies de 1568 (Bernardino Pinturicchio), lui associant Niccolò Alunno de Foligno dans la dernière partie.

## Biographie

### Jeunesse et formation
Pinturicchio est né vers 1452 à Pérouse, de Benedetto appelé Betto, fils de Biagio appelé Betti. À presque trente ans, en 1481, il s'inscrit à l'Arte dei Pittori de sa ville. Sa formation, mentionnée par Vasari, auprès du Pérugin, est généralement contestée par les historiens, en raison de la petite différence de seulement quatre ans entre eux. Il se peut plutôt que les deux artistes aient travaillé dans une relation d'association avec d'autres collaborateurs, dont le peintre le plus âgé, Pérugin, aurait assumé également la responsabilité. Vasari rapporte un accord économique entre les deux, qui semble approprié pour des partenaires commerciaux ou d'atelier.
Le maître de Pinturicchio doit donc être recherché parmi les peintres ombriens de la génération précédente, comme Fiorenzo di Lorenzo ou Bartolomeo Caporali, avec des influences extérieures de peintres actifs en Ombrie tels que Fra Angelico, Benozzo Gozzoli, Fra Filippo Lippi, Fra Diamante. De plus, il a pu connaitre par l'intermédiaire du Pérugin, de retour de Florence, les nouveautés de l'atelier du Verrocchio, et en apprendre davantage sur l'activité des Florentins Attavante, Gherardo et Monte di Giovanni en matière d'enluminures. Enfin, il subit l'influence importante de la peinture adriatique, en particulier de Piero della Francesca actif à Urbino, avec sa spatialité monumentale, dominée par la perspective et un système de composition solennel. Pinturicchio montre un goût hédoniste pour les images colorées et pour les couleurs fortes. Il est le plus « laïc » des peintres de son temps, vidant la perspective, les formes, les lignes et les couleurs de tous les contenus conceptuels auxquels ils étaient initialement connectés, les réduisant à n'être que les termes d'un langage commun.

### Premiers travaux

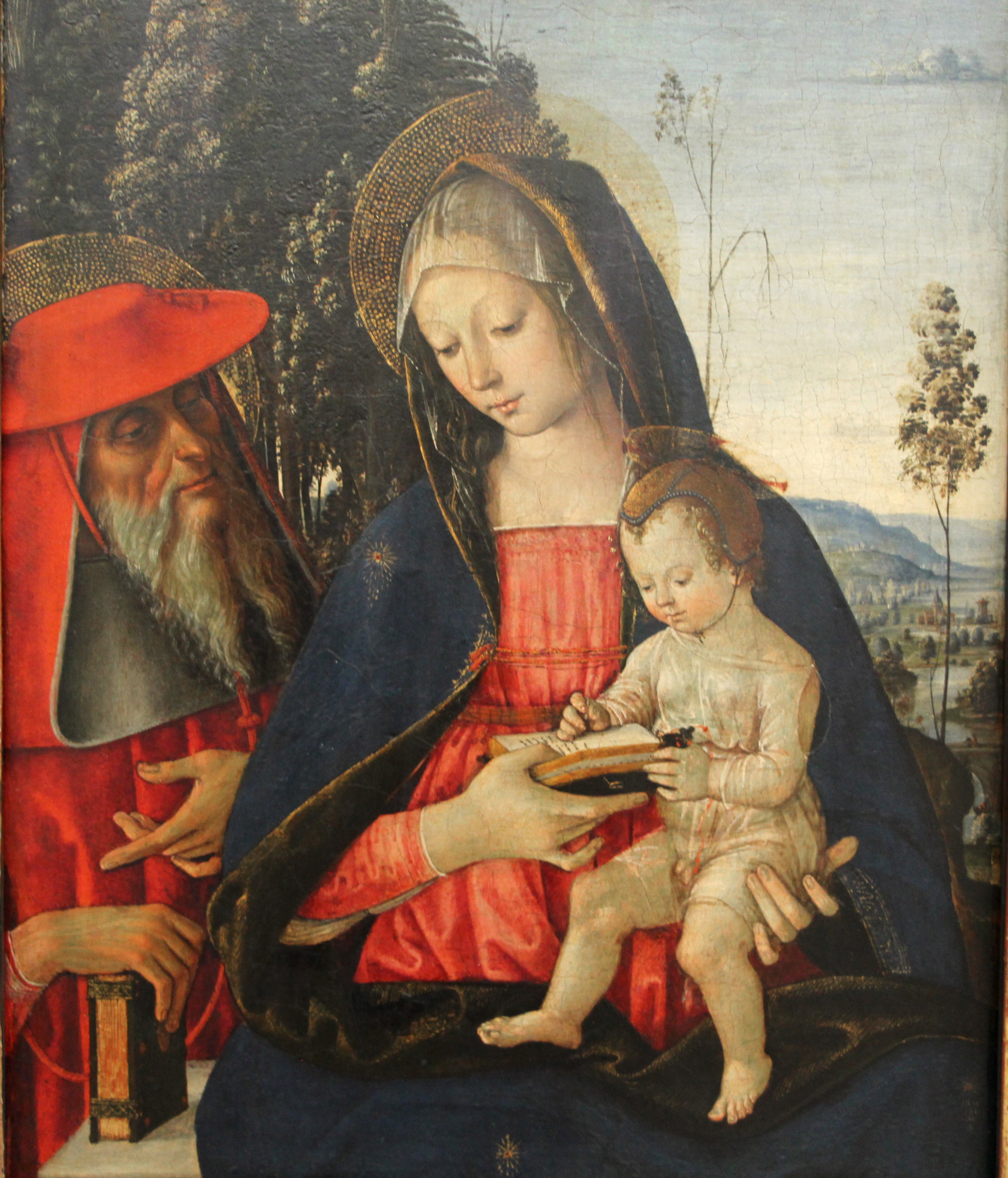
Vierge avec l'Enfant écrivant et saint Jérôme.

Les premiers travaux connus du Pinturicchio se trouvent à l'oratoire Saint Bernardin à Pérouse, chantier important comportant probablement une niche décorée de huit tableaux avec les Miracles de saint Bernardin (1473) réalisés par un groupe de jeunes artistes influencés par Piero della Francesca et la culture d'Urbino. Les personnages de trois épisodes sont généralement attribuées à Pinturicchio : ceux de la Guérison de l'aveugle, Saint Bernardin fait revivre un homme retrouvé mort sous un arbre et la Libération du prisonnier. La main de Pinturicchio a été reconnue dans les costumes et des éléments du paysage pittoresque, typiques de sa production ultérieure. Les personnages posent élégamment et ont des draperies compliquées et anguleuses, faisant référence à cette combinaison de manières ombriennes et verrocchiesques spécifiques au jeune Pérugin.
Les dix années suivantes, jusqu'à ses travaux dans la Chapelle Sixtine aux côtés du Pérugin, sont entourées de mystère. Certains en sont venus à spéculer que le peintre était déjà à Rome à la fin des années 1470, au service du cardinal Domenico della Rovere à Santa Maria del Popolo. L'hypothèse comblerait un vide où les œuvres attribuées sont trop peu nombreuses pour un artiste entre vingt et trente ans qui, bientôt va organiser et gérer des entreprises très complexes, employant de nombreux assistants.
La Crucifixion entre les saints Jérôme et Christophe (vers 1475) et le Saint Jérôme dans le désert (1475-1480) sont datés de cette période, œuvres dans lesquelles se mêlent l'attention flamande aux détails et une richesse picturale de couleurs émaillées et de reflets dorés. Certains de ces détails se retrouvent également dans la Vierge avec l'Enfant écrivant et saint Jérôme de 1481 et de la Vierge à l'Enfant bénissant vers 1480.

### Chapelle Sixtine

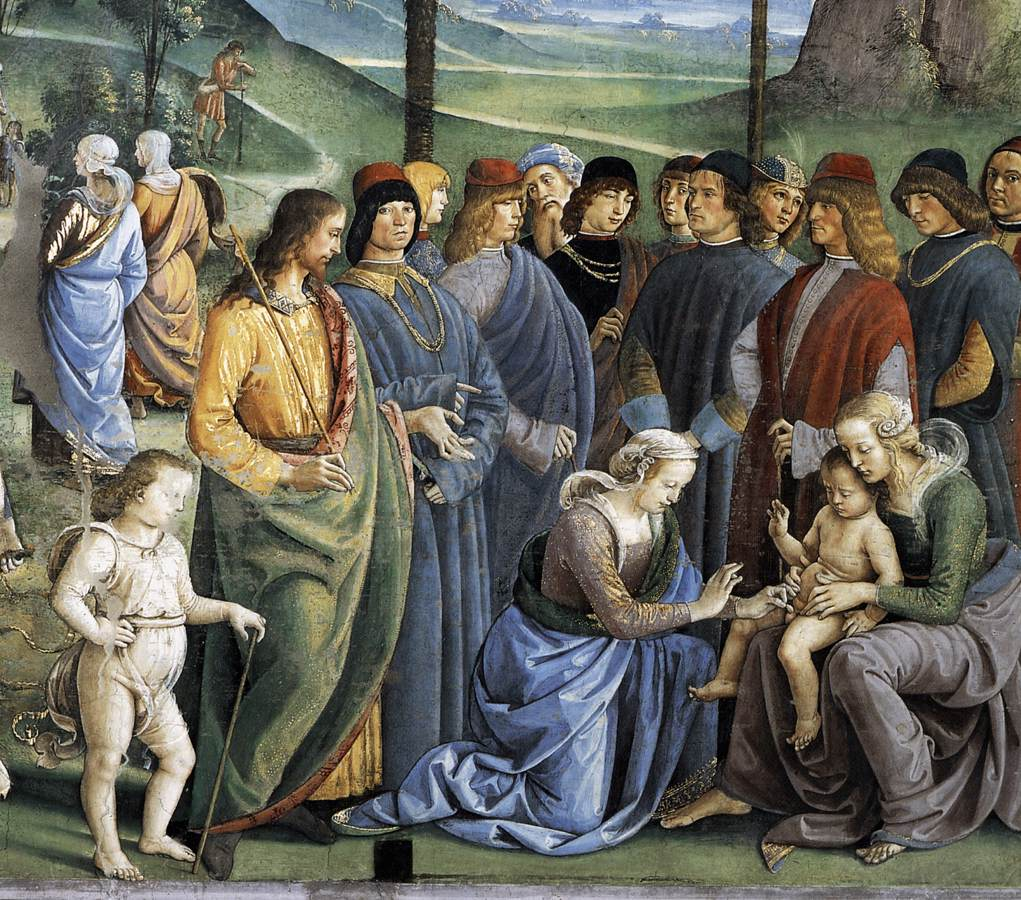
Le Pérugin et assistants, Voyage de Moïse en Egypte, groupe de spectateurs précédemment attribué à Pinturicchio.

En 1481, il est appelé, comme aide du Pérugin, sur commande du pape Sixte IV, à participer au décor de la chapelle Sixtine, avec Luca Signorelli, Botticelli, Ghirlandaio, et Cosimo Rosselli, assisté de Piero di Cosimo. La présence de Pinturicchio à Rome sur le chantier de construction de la Chapelle Sixtine est attestée par une référence rapide dans sa biographie écrite par Giorgio Vasari dans laquelle il se souvient de sa collaboration avec Le Pérugin. On ne sait pas si le Pérugin est déjà à Rome et s'il a également participé aux fresques perdues de la Cappella della Concezione de l'antique basilique vaticane en 1479.
La critique ancienne reconnaît la main de Pinturicchio dans les spectateurs des scènes du Voyage de Moïse en Égypte et du Baptême du Christ, tandis que la critique la plus récente a considérablement réduit son intervention. La solidité du système volumétrique de ces figures n'est guère compatible avec la série des jeunes Madones, mais aussi avec les fresques ultérieures et ferait plutôt référence à Andrea Aloigi dit l'Ingegno, à Rocco Zoppo et d'une manière plus incertaine à Giovanni di Pietro et Bartolomeo della Gatta, autres collaborateurs du Pérugin mentionnés par Vasari. Une série de portraits et de Madones attribuables par analogie aux maîtres de la Chapelle Sixtine, comme ceux de Dresde, Washington et Denver, ne sont plus aujourd'hui attribués à Pinturicchio.
Cependant, Pinturicchio a pu apporter une plus grande contribution dans les trois histoires perdues du cycle peint à la fresque par Pérugin : la Naissance de Moïse, L'Assomption et la Nativité du Christ, détruites pour faire place au Jugement dernier de Michel-Ange.
Certains schémas de la Chapelle Sixtine ont été repris et développés par Pinturicchio dans ses travaux ultérieurs, attestant de sa connaissance directe du cycle. Pinturicchio choisit le groupe hétérogène qui constitue son nouvel atelier romain parmi les collaborateurs ombriens, toscans, émiliens et du Latium qu'il a connus sur le chantier de la Sixtine, facilité en cela par le départ d'autres maîtres tels que Botticelli, Cosimo Rosselli, Pérugin et Luca Signorelli, mettant fin à l'absence de présence charismatique dans le milieu artistique romain.

### Chapelle Bufalini

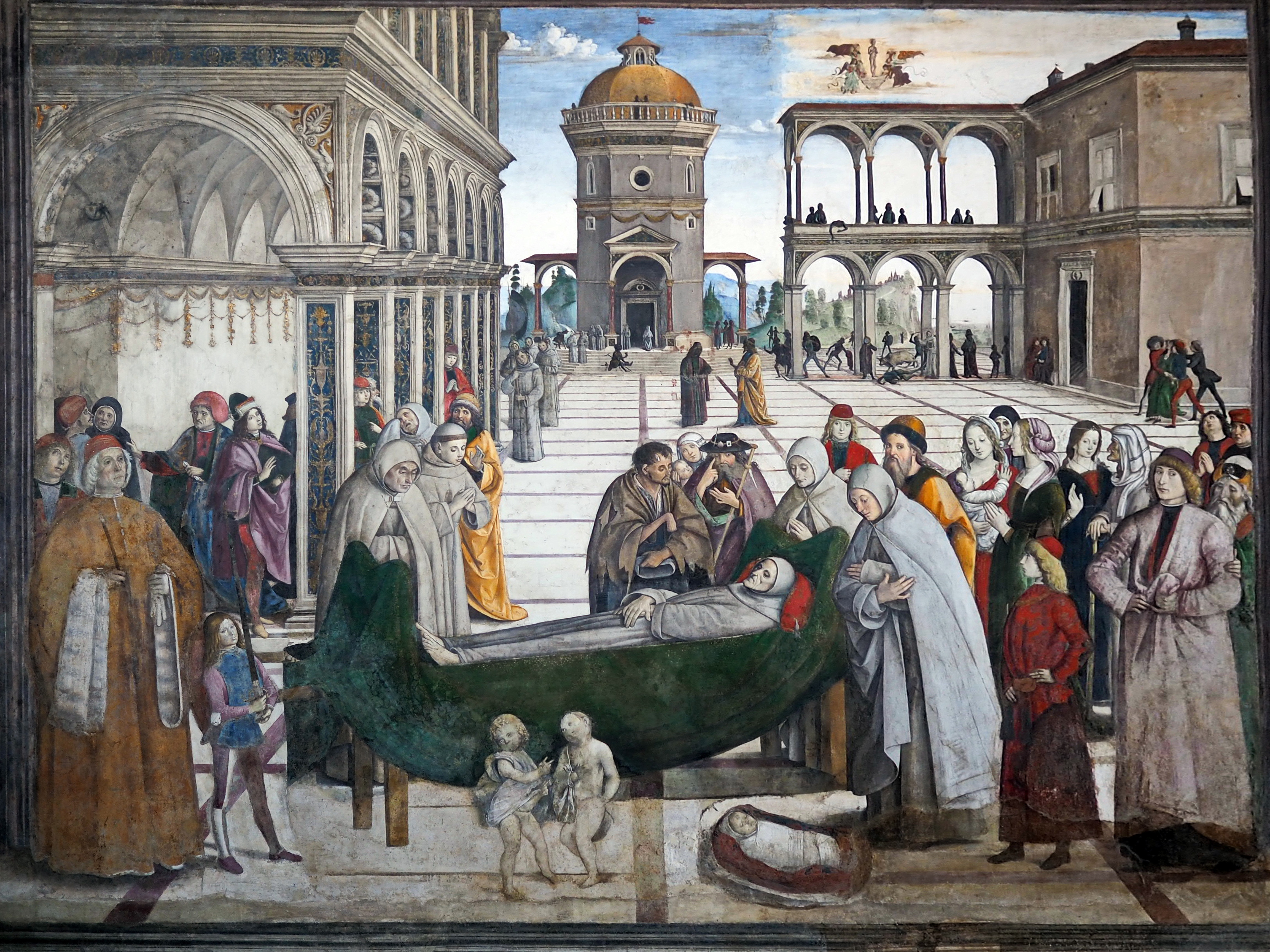
La Mort de saint Bernardin.

Les fresques avec la Vie de saint Bernardin de Sienne dans la chapelle Bufalini (première chapelle sur la droite) de la basilique Sainte-Marie d'Aracœli, constituent la première grande preuve de l'habileté de Pinturicchio. Elles sont généralement datés de 1484-1486 et appartiennent à cette période où le manque de grands maîtres sur la scène romaine favorise l'émergence de nouveaux talents. En outre, l'origine ombrienne commune avec le client, Niccolò dei Bufalini de Città di Castello, qui occupe à Rome le poste d'avocat du consistoire, est probablement à la base d'une relation de confiance déjà existante avec celui-ci, comme le révèle également une Madone peinte pour Bufalini aujourd'hui à la pinacothèque communale de Città di Castello (vers 1480). Les fresques se déploient sur les trois murs et sur la voûte. Elles sont dédiées à la vie et aux miracles de saint Bernardin de Sienne, saint qui à cette époque fait l'objet d'un vaste « campagne » de promotion et de dévotion de la part des franciscains.
Les schémas utilisés font écho à ceux des fresques du Pérugin dans la Chapelle Sixtine, mais se distinguent par une plus grande vivacité et variété par rapport à la symétrie et la solennité composée du style péruginesque. Par exemple, dans Funérailles de saint Bernardin, le bâtiment qui domine le fond, à la fin de la fuite en perspective du sol en damier, évoque la Remise des clés à saint Pierre, mais les deux bâtiments asymétriques sur les côtés, situés à des distances différentes, enrichissent et modifient le scénario. Au premier plan, ont lieu les funérailles du saint ; ce dernier est allongé sur une bière qui, placée de côté, augmente la sensation de profondeur spatiale et permet aux personnages de mieux interagir avec l'espace environnant. Dans cette œuvre, les influences nombreuses de la peinture du Pérugin apparaissent clairement comme la rationalité en perspective de « marque Urbino-Pérouse », la variété des types et des poses des personnages, inspirées des Florentins comme Benozzo Gozzoli ou Ghirlandaio, la caractérisation appuyée des pèlerins pauvres et des mendiants, tirée de l'exemple des Flamands.

### Au service d'Innocent VIII

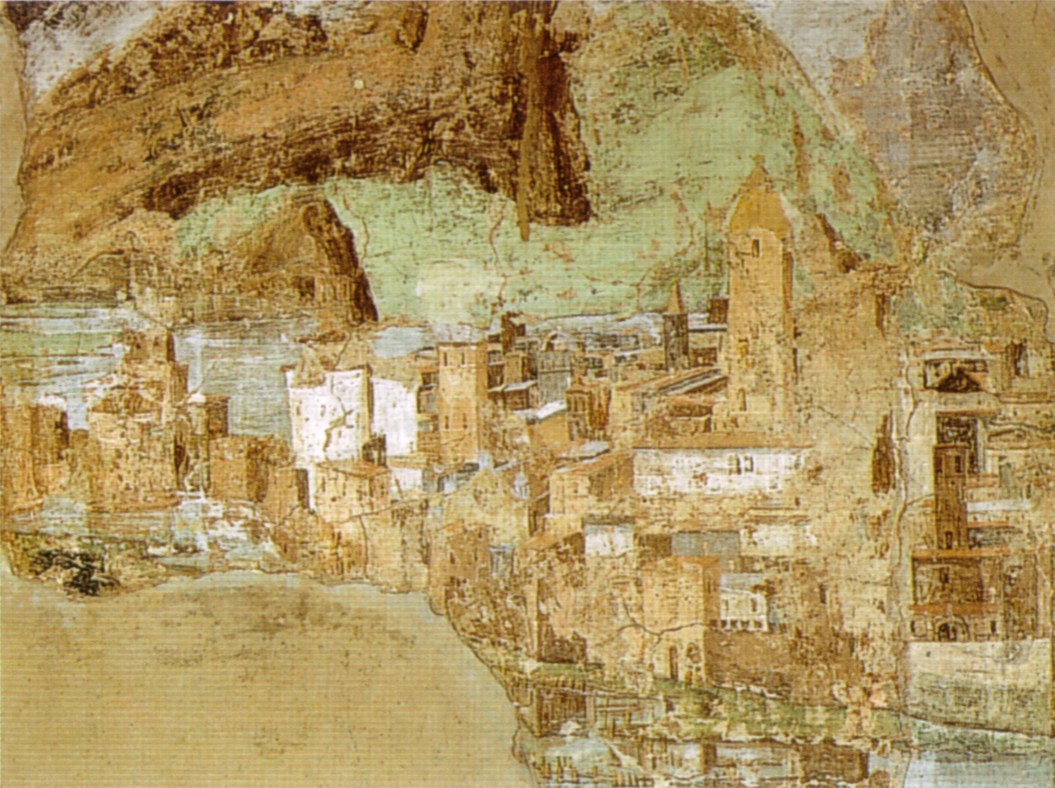
Vue de ville, musée Pio-Clementino (vers 1488-1490).

Après l'élection sur le trône papal d'Innocent VIII en 1484, Pinturicchio entre à son service au Vatican, chargé de peindre dans une loggia du palais apostolique, une série de vues de villes italiennes où le pontife a l'habitude d'aller fréquemment en convalescence. La loggia, après les interventions de Bramante pour Jules II, a été intégrée dans la cour du Belvédère. Le cycle a été couvert lorsque la loggia a été transformée en galerie pour accueillir la statuaire classique et a été redécouvert seulement dans les années 1930 : de grandes parties des vues ont été récupérées, mais malheureusement en mauvais état de conservation. Il a toutefois été possible de reconstituer le motif du décor, organisé en lunettes entre des piliers ornés de grisaille et de putti reggistemma (beaucoup retravaillés plus tard). Le complexe décoratif constitue une sorte d'ouverture illusionniste du côté fermé de la loggia vers des panoramas de villes italiennes vus « à vol d'oiseau » selon la tradition flamande. Rome, Milan, Gênes, Florence, Venise et Naples y sont représentées dans leur environnement propre.
Le cycle est particulièrement significatif : il constitue le premier exemple de renaissance du genre antique dans la peinture de paysage du second style pompéien, cité par des sources anciennes et modernes telles que Vitruve, Pline l'Ancien et Leon Battista Alberti. Pinturicchio donc, abandonnant temporairement le genre sacré, se met en concurrence directe avec le peintre classique Ludio, magnifié par Pline, et devient le protagoniste de ce « renouveau » antique qui a alors lieu, influençant de plus en plus la production artistique dans l'orbite de la cité papale. Pinturicchio doit être l'un des premiers à visiter personnellement les « grottes » redécouvertes de la Domus aurea : sur la Volta Gialla du palais de Néron, un graffiti calomnieux le concernant, l'accuse de sodomie.
Par la suite, le peintre travaille avec Mantegna sur les fresques perdues de la chapelle du Belvédère et de sa sacristie (1488-1490), détruites au XVIIe siècle. Les décorations de certaines pièces au-dessus de la cour San Pietro sont également perdues, et un tableau avec la Vierge, les Saints et le Pape pour la chapelle Lancia dans l'antique basilique vaticane, a été détruit en 1609.

### Retour à Pérouse

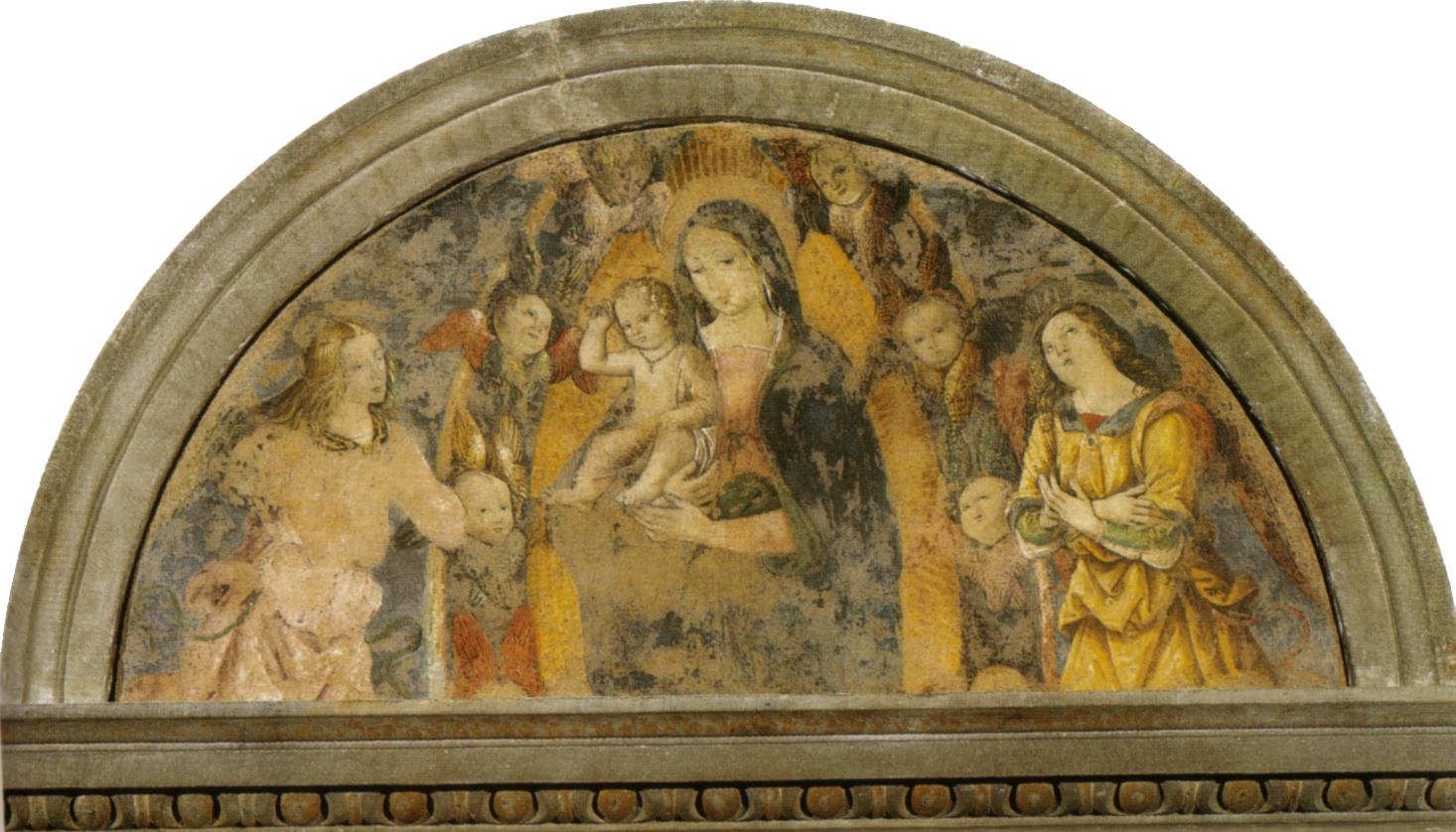
Vierge avec l'Enfant et deux anges, Pérouse, palazzo dei priori, salle du cadastre (1486).

Immédiatement après son inscription à l'Arte dei Pittori de Pérouse (1481), Pinturicchio part pour Rome, suspendant ses relations avec sa ville natale, où il ne revint que vers 1485, faisant la navette pendant un certain temps entre Rome et l'Ombrie. En 1485, il peint un Padiglione del Sacramento, perdu, pour les religieuses de Monteluce et en 1486, il reçoit un paiement pour une lunette dans le Palazzo dei Priori à Pérouse, qui est généralement identifié comme la Vierge avec l'Enfant et deux anges située dans la salle cadastrale, où il y a aussi la main d'un collaborateur, peut-être Bartolomeo Caporali. Les deux peintres sont certainement liés par des relations de confiance, comme en témoigne une délégation de Pinturicchio au second pour le représenter à la Compagnia di San Giuseppe à Pérouse en 1489.
Les cinq miniatures avec les Portes de Pérouse et les saints patrons de 1486 appartiennent également à cette période.

### Au service de la famille Della Rovere

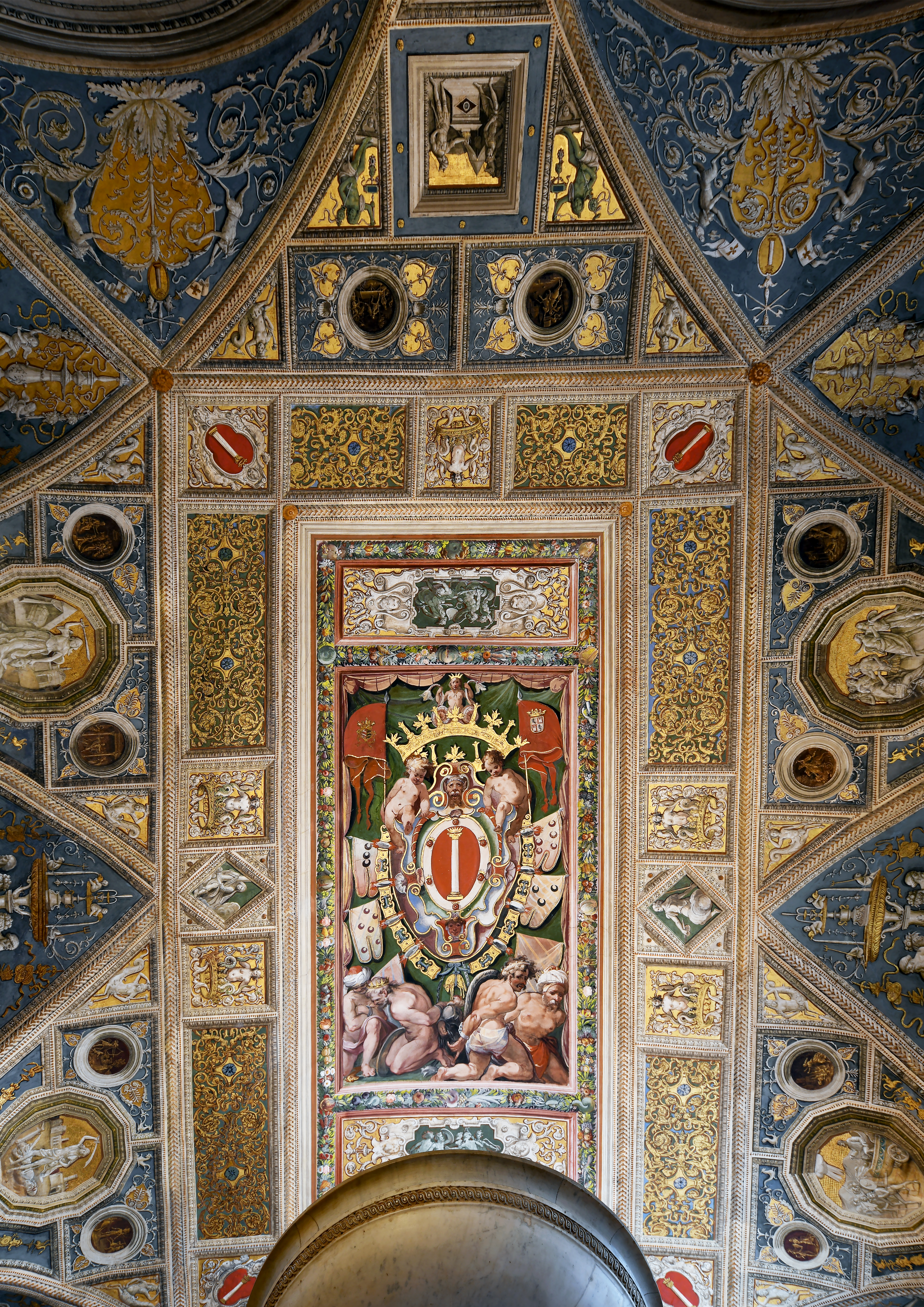
Palais Colonna (Rome) - Appartements de la Princesse Isabelle, Fresques de Pinturicchio et de son atelier.

Pendant les années 1480, il travaille dans les palais des Della Rovere. Pour le cardinal Domenico, il peint différentes pièces du palais du Borgo, qui deviendra plus tard le palais Della Rovere et qui donne aujourd'hui sur la via della Conciliazione, parmi lesquelles la salle avec le soi-disant Soffitto dei Semidei se distingue. Dans ce travail datant de 1490, il décore un plafond à caissons de bois doré avec des sujets mythologiques et allégoriques, traités avec une fausse mosaïque dorée. La richesse des thèmes iconographiques, la recherche de l'antique et le souci du détail s'y confondent grâce à la compétence typique de l'enlumineur qu'est Pinturicchio, tout autant que peintre, expliquant ainsi l'utilisation d'images de tradition médiévale encore vivantes à la Renaissance.
Vers 1485-1490, il est chargé de peindre à la fresque, avec des motifs décoratifs, une salle au rez-de-chaussée du palais Colonna sur la Piazza Santi Apostoli, à l'époque résidence du cardinal Giuliano Della Rovere, le futur pape Jules II. Il s'agit d'une série de voiles et de pendentifs avec candélabres, cadres géométriques et scènes tirées de l'histoire biblique et ancienne, sur fond de fausses mosaïques dorées, qui furent complétées au XVIIe siècle par des scènes de bataille dans les lunettes. L'effet antique de l'ensemble s'inscrit dans le climat érudit des cercles Della Rovere et Colonna, avec des citations précises dans les figures et des statues individuelles ou des reliefs antiques visibles à Rome.

### Chapelles de Santa Maria del Popolo

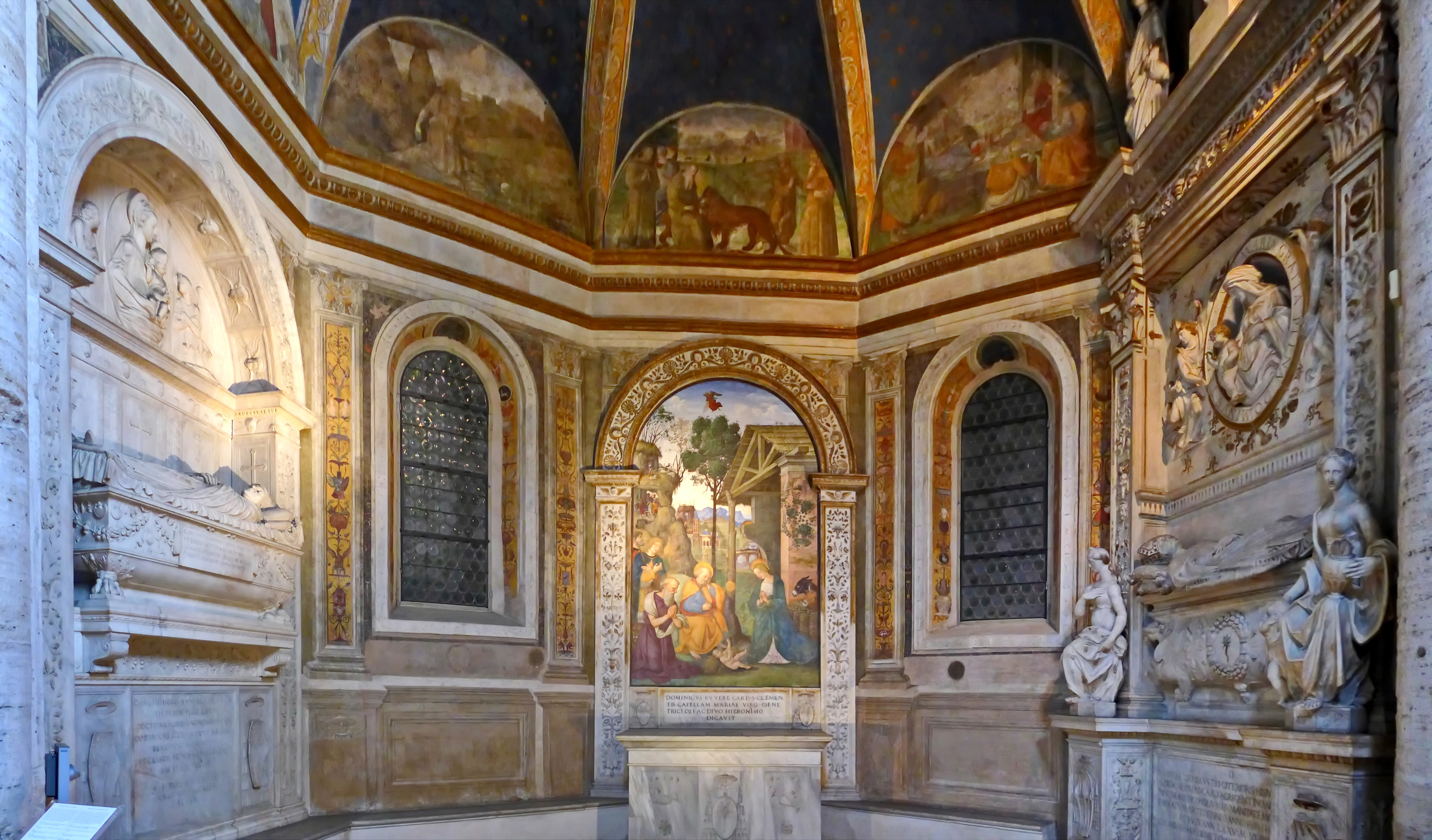
Santa Maria del Popolo Chapelle della Rovere.

Lorsque Sixte IV commande la reconstruction de la basilique Santa Maria del Popolo, Pinturicchio est appelé pour décorer à la fresque plusieurs chapelles, peut-être quatre, certainement deux : la chapelle de la Crèche, chapelle du cardinal Domenico Della Rovere, et la chapelle Basso Della Rovere. Si l'attribution de ces deux cycles de fresques est certaine, la datation est plus problématique.
Pour la première chapelle, certains historiens indiquent la période 1488-1490, en conjonction avec les travaux susmentionnés au palais du cardinal, mais d'autres le datent avant la chapelle Bufalini, en se référant aux années 1470 ou en tout cas avant 1482, car l'épigraphe dédicatoire au cardinal ne porte pas son titre d'archevêque de Turin, reçu cette année-là. Pour la seconde chapelle, la datation oscille entre 1484 et 1482.
La chapelle Domenico Della Rovere a une organisation assez simple, avec une série de lunettes avec des Histoires de saint Jérôme (en mauvais état de conservation) et un retable peint avec l'Adoration de l'Enfant. Une polychromie grotesque sur fond d'or jaune dans les piliers et les ébrasements des fenêtres, riches en inventions iconographiques et caractérisées par une rapidité picturale, renvoient à une étude du ductus compendiaria de la peinture impériale ; entièrement attribués à la main du maître, qui met ici en pratique une expérimentation audacieuse ; ils sont parmi les plus réussis de leur genre.

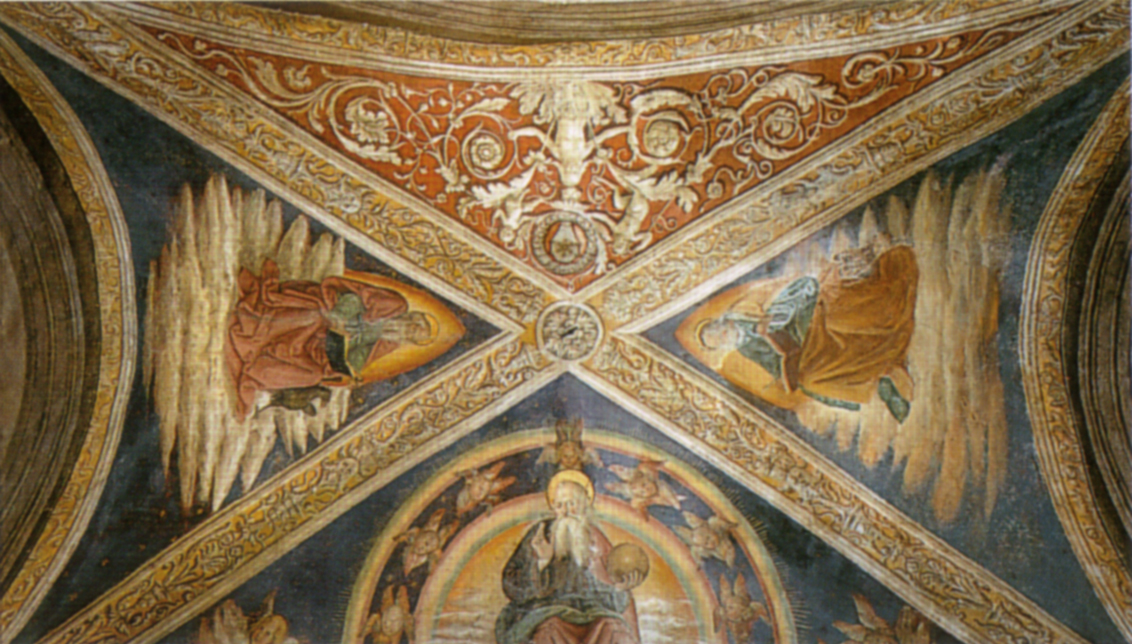
Voûte de la chapelle Ponziani à Sainte-Cécile-du-Trastevere, vers 1485-1490.

La chapelle Basso Della Rovere est plus décorée avec une véritable fausse loggia sertie de colonnes en porphyre aux chapiteaux corinthiens dorés, reposant sur un socle orné de hauts dossiers et de bas-reliefs monochromes illusionnistes. Deux livres peints, en parfaite perspective, reposent sur l'un des sièges peints, trompant le spectateur. Dans les cinq lunettes peintes il y a autant d'Histoires de la Vierge, aujourd'hui très dégradées. Sur le mur de l'autel se trouve la grande fresque de la Vierge à l'Enfant avec les saints Augustin, François, Antoine de Padoue et un moine, avec une lunette qui montre l'Eternel bénissant. Sur les deux autres murs, se trouvent une fresque de l'Assomption de la Vierge et le tombeau avec le monument funéraire de Giovanni Basso della Rovere surmonté d'une lunette peinte à fresque avec le Christ mort soutenu par deux anges. Le recours à différents collaborateurs, dont le Bolonais Amico Aspertini, est plus manifeste dans cet ouvrage.
Pendant la même période, Pinturicchio travaille également sur la voûte de la chapelle Ponziani dans l'église Sainte-Cécile-du-Trastevere, divisée en deux travées, avec le Père éternel, les Évangélistes, et les piles en monochrome avec les armoiries des Ponziani en stuc. Les candélabres qui courent sur les côtés ont des liens stylistiques forts avec les décorations du Palais Colonna.

### Madones

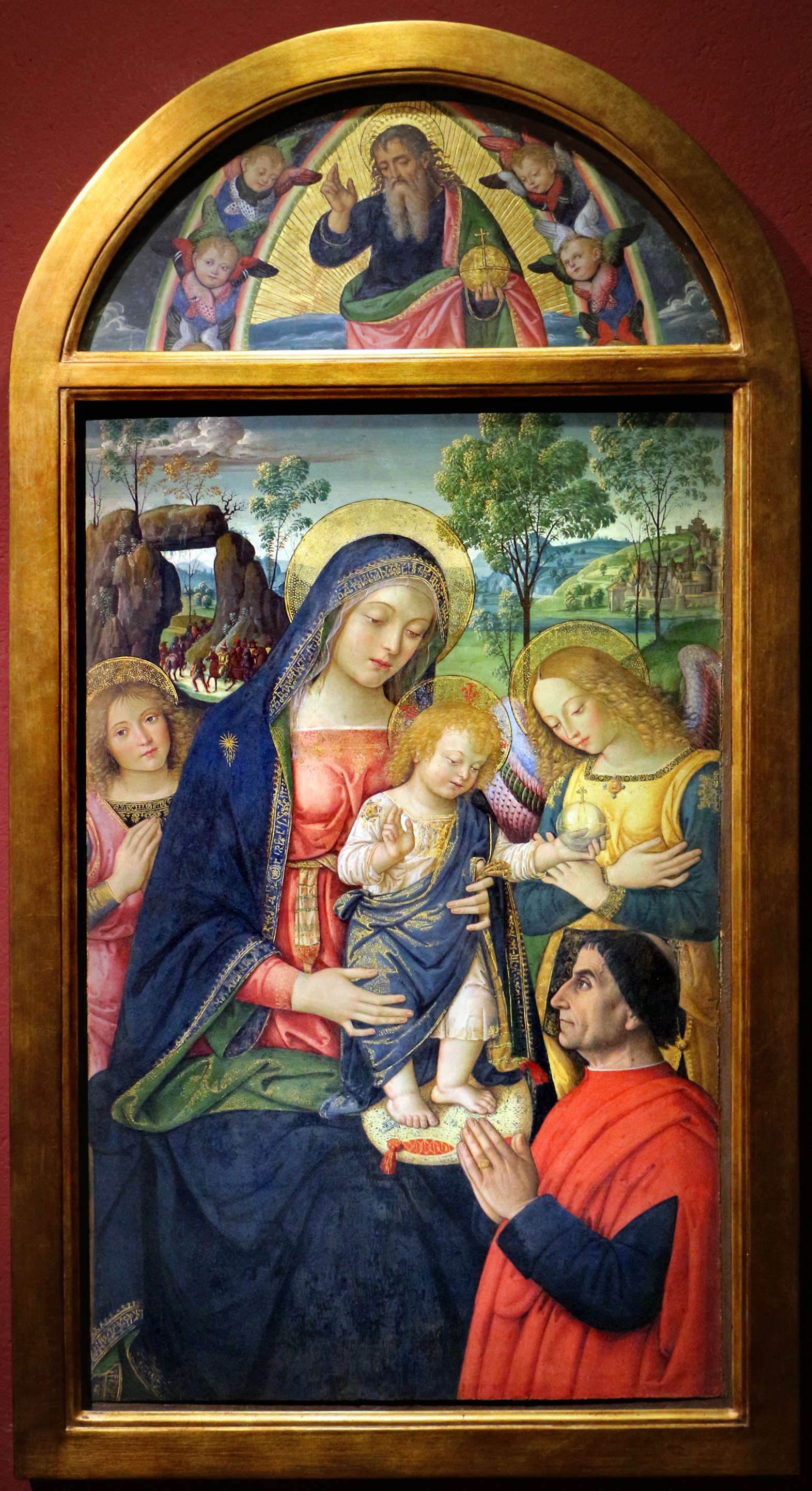
Madone de la Paix, vers 1490.

Vers 1489-1490, Pinturicchio peint la Madone de la Paix de San Severino Marche, une œuvre entièrement autographe peinte à Rome pour Liberato Bartelli qui l'envoie à San Severino Marche, et qui témoigne du potentiel expressif et de l'expertise technique de l'artiste.
La composition est complexe mais limpide, les figures au premier plan sont monumentales et plastiques, les visages d'une beauté idéale, avec une inclinaison étudiée des têtes et des gestes. Marie est une adolescente au visage d'une exquise beauté idéalisée. La représentation de l'Enfant Jésus reprend, en les adaptant, les grandes caractéristiques des Christ pantocrator des antiques basiliques romaines.
Les draperies sont méticuleuses et délicates, riches en décorations exécutées avec la pointe du pinceau, comme la robe de l'Enfant qui présente une broderie parfaitement reproduite sur la poitrine et des reflets de perles sertis sur la manche. La profusion d'or est éblouissante, souvent étalée en points qui créent une poussière lumineuse d'une grande suggestion.
D'autres Madones, toujours considérées comme autographes, mais plus simples et d'excellente qualité, dérivent du prototype de la Madone di San Severino, comme la Vierge avec l'Enfant qui lit (North Carolina Museum of Art à Raleigh), la Vierge avec l'Enfant qui écrit (Philadelphia Museum of Art), datable entre 1494 et 1498. D'autres Madones, comme celle de la collection Kress à la National Gallery of Art de Washington, seraient plutôt des copies d'atelier.
En 1492, l'artiste finit pour la première fois une œuvre qui nous est parvenue, la Madonna del Latte (Pinturicchio) (it), aujourd'hui à Houston, œuvre d'un grand raffinement, proche d'une miniature.

### Au service du pape Borgia

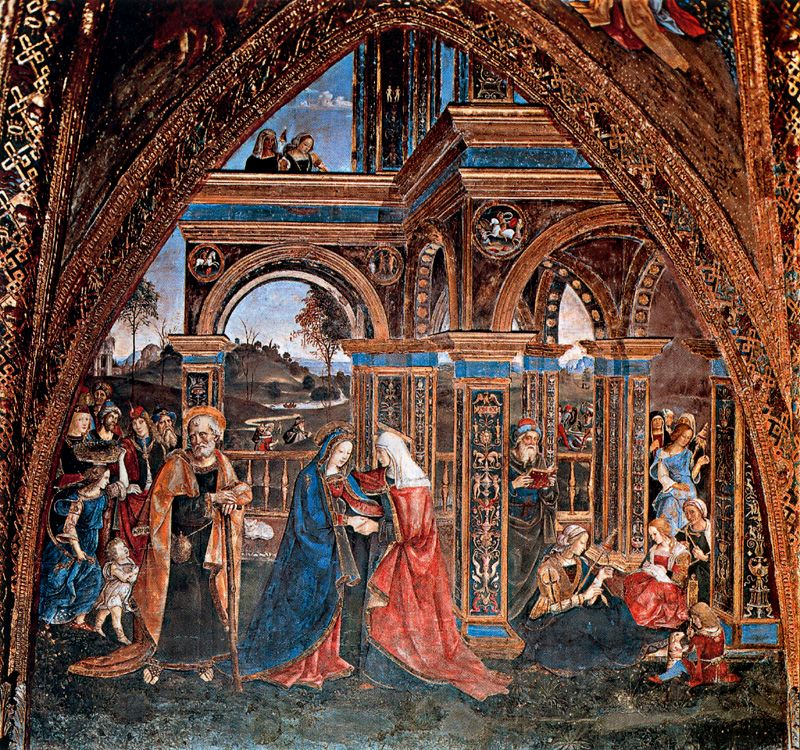
Appartements Borgia, Salle des saints, La Visitation.

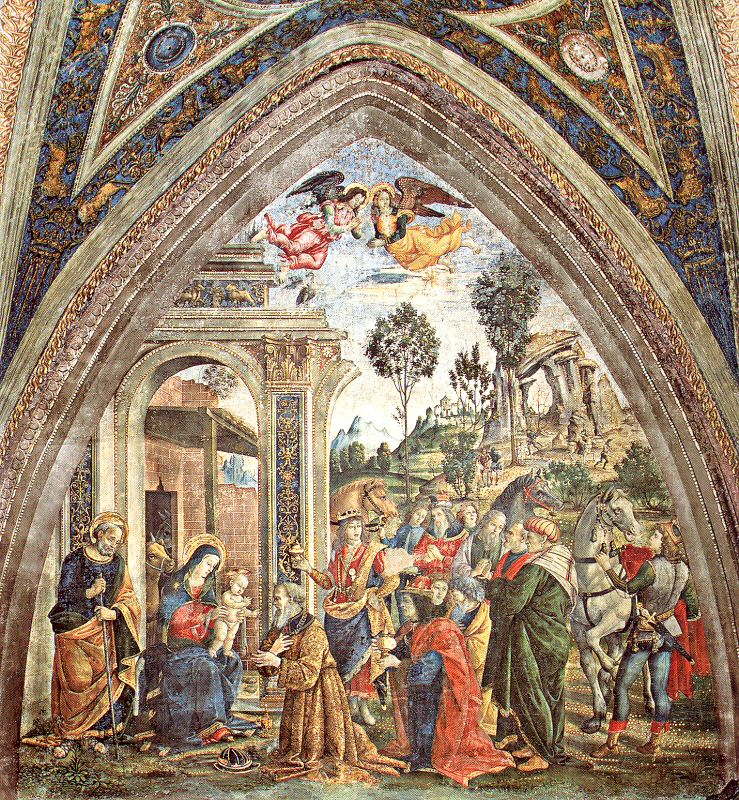
Appartements Borgia, Salle des Mystères, L'Adoration des mages.

Le pape Alexandre VI, né Rodrigo Borgia, veut modifier et embellir six grandes salles dans le corps du palais du Vatican construit sous Nicolas V au Quattrocento, connues aujourd'hui comme les appartements Borgia, en ajoutant une tour, qui a ensuite été abaissée et transformée. Les travaux de décoration intérieure sont confiés à Pinturicchio, qui procède avec une diligence considérable, grâce à un groupe organisé de collaborateurs, à partir de l'automne 1492 et terminés, peut-être déjà en son absence, en 1494. C'est l'entreprise la plus exigeante de la carrière du peintre, un projet artistique si vaste et ambitieux qu'il est sans précédent dans l'Italie de la Renaissance, à l'exception du cycle de la Chapelle Sixtine.
Le résultat était un « coffre aux trésors » de décorations précieuses et raffinées, au goût surchargé de dorures et de grotesques où les reflets d'or sur les murs et les plafonds scintillent continuellement, héritage du gothique international qui fusionne ici avec le goût pour la décoration hispano-mauresque lié aux origines valenciennoises du client. Le programme iconographique réunit la doctrine chrétienne et des références constantes à la manière archéologique alors en vogue à Rome ; il est presque certainement dicté par les écrivains de la cour papale. Les thèmes sont plus ou moins traditionnels : en plus des Prophètes, Sibylles, Apôtres, Arts libéraux et scènes de la vie du Christ, de Marie et des Saints, des motifs païens issus de la mythologie sont insérés, visant à célébrer le client de manière allégorique. La reprise de la légende gréco-égyptienne de Io/Isis et Apis/Osiris, dans laquelle la double transformation des protagonistes en bétail renvoie aux armes héraldiques des Borgia et à des significations liées à la célébration du pape Alexandre comme artisan de la paix, en est emblématique.
Piermatteo d'Amelia ou l'un de ses disciples, Antonio del Massaro, Raffaellino del Garbo, Tiberio d'Assisi, Niccolò di Bartolomeo della Bruggia, Morto da Feltre (Pietro ou Lorenzo Luzzo dit Zarotto) sont mentionnés parmi les nombreux maîtres qui travaillent à cette entreprise. Les parties attribuées à Pinturicchio sont concentrées dans les dernières salles, appelées « salles secrètes » car elles sont réservées uniquement au pape et à ses intimes : la Salle des Saints  et la Salle des Mystères.
Immédiatement après la fin des travaux, ou même peu avant, Pinturicchio retourne en Ombrie pour honorer diverses commandes. Cependant, il n'est pas oublié du pape qui, après les événements de 1495 avec l'invasion de l'armée de Charles VIII en Italie, rappelle le peintre à Rome pour une nouvelle et grande entreprise : la décoration des salles de la tour du Château Saint-Ange, terminée en 1497 et complètement perdue en raison de la destruction du bâtiment. Le cycle présente en six scènes la « chronique » des événements de 1495, révisés et corrigés à la lumière d'une interprétation favorable à la politique papale. Les scènes, au sujet historique moderne inhabituel, comprennent de nombreux portraits de contemporains illustres, qui au XVIe siècle ont été copiés pour la collection Paul Jove de Côme, à leur tour reproduits dans la Serie Giovana des Offices.
De plus, selon Vasari, Pinturicchio et son atelier décorent de « grotesques infinis » les salles du château Saint-Ange où le pape a également placé des carreaux émaillés de Manises, mais ils ont été perdus avec les modifications de la structure au XVIIe siècle.
La Virgen del las Fiebres, encore appelée Madonna col Bambino scrivente e vescovo inginocchiato, aujourd'hui au Musée des Beaux-Arts de Valence, date aussi de la période borgienne, envoyée par le cardinal Francisco de Borja à la chapelle sépulcrale de la collégiale de Xàtiva, sa ville natale.

### En Ombrie

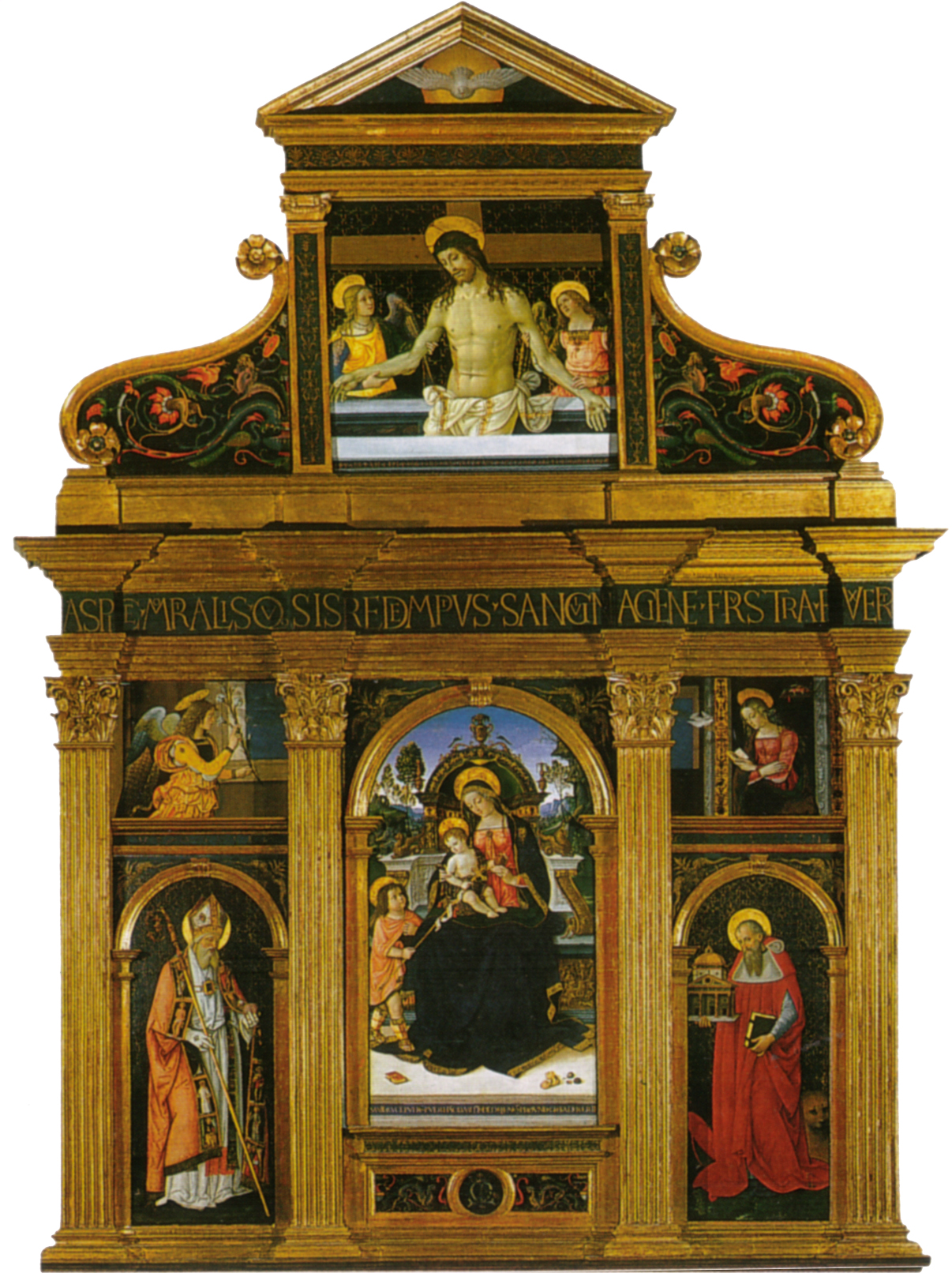
Retable de santa maria dei fossi.

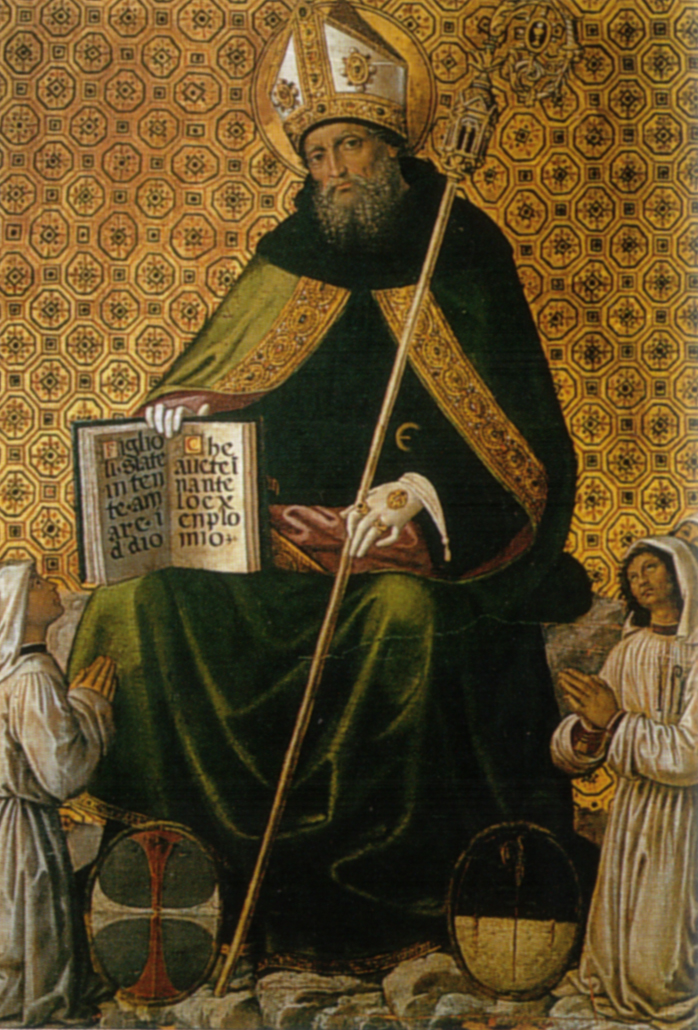
Gonfalon de saint Augustin.

Pendant son séjour à Rome, Pinturicchio continue à entretenir des relations privilégiées avec l'Ombrie. En 1492, il s'engage à peindre le chœur de la cathédrale d'Orvieto, mais finalement, il doit abandonner le projet, laissant son assistant, un certain Ciancio del Pentoricchio, peindre un Saint Marc et un Saint Ambroise à partir de ses dessins.
Vers 1494, lorsque les travaux de l'appartement Borgia sont terminés ou en voie d'achèvement, Pinturicchio retourne à Pérouse. Le 14 février 1496, il y signe le contrat pour peindre, dans les deux ans, un retable monumental avec plusieurs compartiments, pour le maître autel de l'église Santa Maria dei Fossi. L'œuvre, maintenant à la Galerie nationale de l'Ombrie, est décrite en détail dans le contrat d'attribution et, une fois achevée, elle est largement saluée, y compris au cours des siècles suivants. Malgré cela, le retable est démembré lors des spoliations napoléoniennes et n'a été remonté qu'en 1863, mais la prédelle est séparée et les piliers perdus. L'œuvre a toutefois servi de prototype à diverses Madones de cette période.
De 1497  sont datées les fresques de la chapelle de l'évêque Eroli dans la cathédrale de Spolète, commandées par l'évêque Costantino Eroli (Vierge à l'enfant avec des saints et dans la lunette surmontée du blason d'Eroli, Bénédiction de Dieu parmi les anges), aujourd'hui très abîmées mais intéressantes pour le goût antique, une nouveauté en Ombrie.
En 1500, il peint le Gonfalon de saint Augustin pour la confrérie du même nom située à Pérouse.

### Chapelle Baglioni
En 1501, avant de quitter l'Ombrie, il peint à fresque le cycle des Épisodes de la vie de la Vierge et de l'enfance de Jésus dans la chapelle Baglioni de l'église Santa Maria Maggiore de Spello (dont la fresque de L'Annonciation dans laquelle figure son autoportrait). Dans l'Annonciation et Jésus et les Docteurs de la Loi, il réutilise le thème de l'espace urbain dominé par un majestueux bâtiment central, comme dans la chapelle Bufalini, inspiré par la Remise des clés à saint Pierre du Pérugin.

### Retour à Rome
En 1502, Pinturicchio se prépare à quitter l'Ombrie et dicte son testament, mentionnant sa femme Grania et une fille, Clelia. Avant de se rendre à Sienne, où l'attend l'importante commande des Piccolomini, il retourne à Rome, où il travaille de nouveau dans la basilique Santa Maria del Popolo, réalisant les fresques de douze lunettes dans le cloître du cardinal Raffaele Riario, maintenant détruit. Elles représentaient les Histoires de Jésus, la Vierge, une Conversation Sacrée et une Vierge de Miséricorde, qui furent toutes perdues en 1811. Il reste une reproduction de F. Giangiacomo et deux fragments d'une Adoration des mages, anciennement dans la collection Chigi, qui témoignent de la belle finition picturale et d'une intervention directe du maître.
La page enluminée du Crucifix avec les Douleurs à la Bibliothèque du Vatican (Barb. Lat., 614. v. 219) date peut-être de ce séjour

### Bibliothèque Piccolomini de Sienne

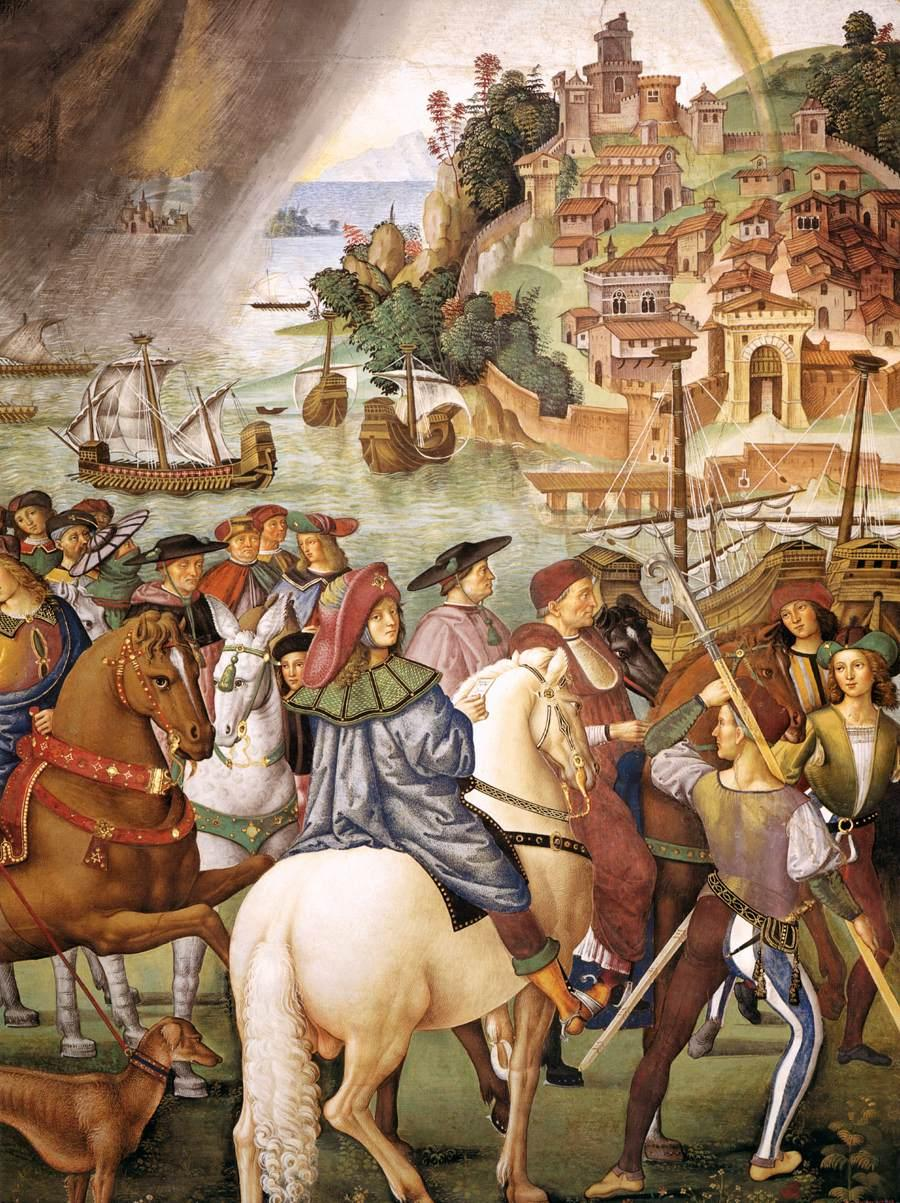
Enea Piccolomini part pour le concile de Bâle (détail).

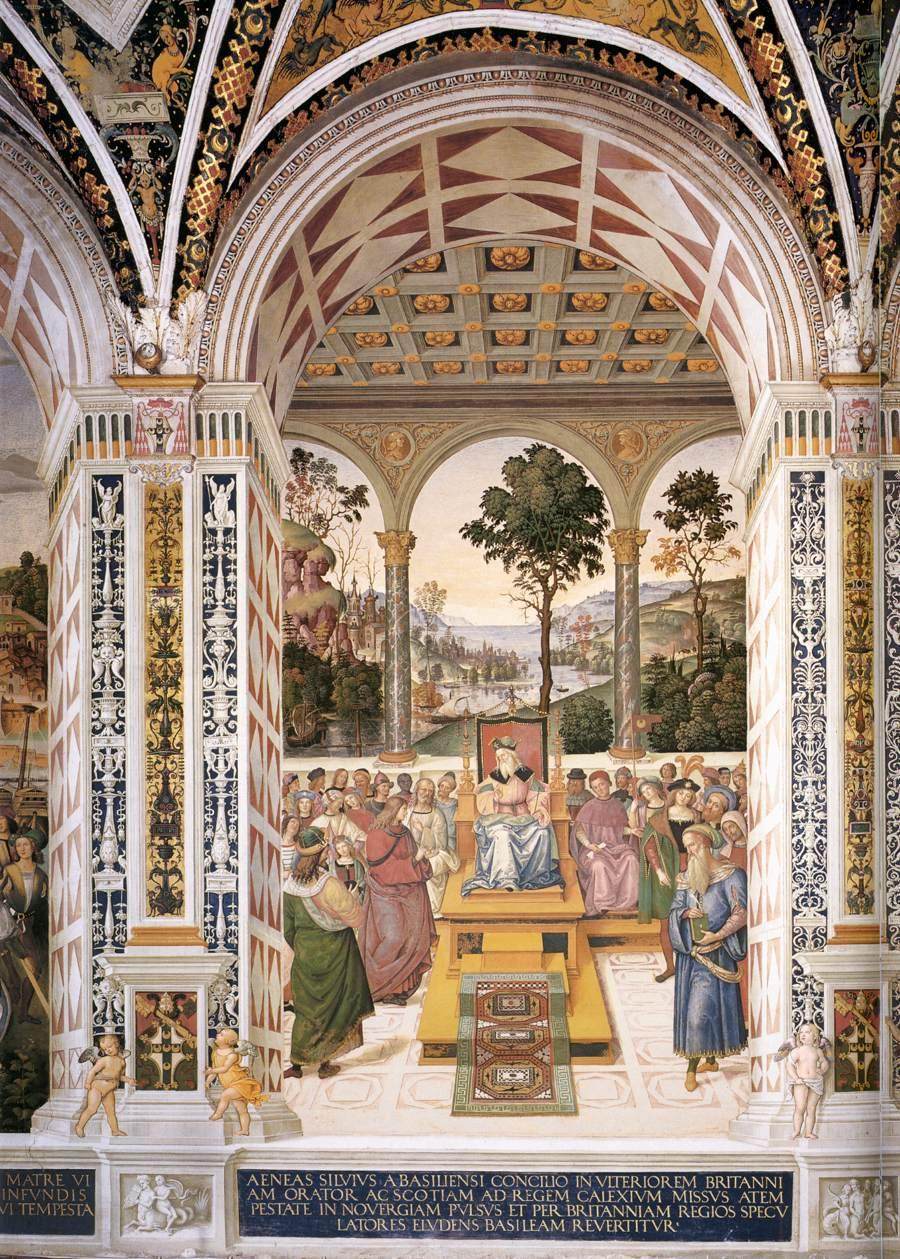
Enea Piccolomini ambassadeur à la cour de James Ier d'Écosse.

Le cardinal Francesco Piccolomini Todeschini (futur pape Pie III), évêque de Sienne, confie à Pinturicchio la décoration d'une salle de la cathédrale de Sienne, connue sous le nom de bibliothèque ou Libreria Piccolomini, destinée à abriter la collection de livres de son oncle Enea Silvio Piccolomini (le pape Pie II) et à perpétuer le souvenir de sa vie.
Le contrat est signé le 29 juin 1502, et la première phase doit être achevée en 1503, dont la voûte et les cartons préparatoires des autres éléments : à cette date, le client a été élu pape sous le nom de Pie III et dans les décorations, son blason apparaît toujours avec le chapeau du cardinal. Les deux grandes fenêtres devaient également être prêtes à cette date. Le pape décède dix jours plus tard, le 10 octobre, provoquant l'arrêt des travaux. Le peintre se consacre alors à d'autres travaux tout en demeurant à Sienne.
Les histoires de Pie II ne sont reprises que vers 1505, probablement avec un nouveau contrat signé avec les héritiers, dont il n'y a cependant aucune trace. En 1507, l'entreprise devait être terminée, car à cette date, le peintre commence à accepter d'autres commandes en Ombrie, tout en restant à Sienne. Le célèbre peintre bolonais Amico Aspertini et le jeune Raphaël figurent très certainement parmi les nombreux apprentis employés sur ce chantier, témoignage de l'importance de l'entreprise, véritable carrefour artistique au centre de l'Italie de l'époque.
On sait maintenant que dans la phase du dessin, Pinturicchio s'est prévalu de la collaboration d'un jeune homme « de l'école de Pietro » (Pérugin), le jeune Raffaello Sanzio. Vasari a écrit dans la Vie de Pinturicchio que l'élève avait peint « quelques » dessins et des cartons, tandis que dans celle de Raphaël, il se contredit en lui attribuant des croquis et des cartons de « toutes les histoires ». L'un de ces cartons est encore conservé à Sienne à l'époque de Vasari, tandis que d'autres croquis sont restés dans le livre de dessins personnel de Raphaël. Aujourd'hui, les critiques ont tendance à reconnaître, après avoir surmonté leur résistance initiale, deux petits cartons (l'un appartenant à la famille siennoise Baldeschi qui l'a reçu en 1586 des Piccolomini, l'autre conservé dans le Cabinet des dessins et des estampes des Offices) et quelques dessins (Ashmolean Museum, Offices et Louvre) de la main de Raphaël.
La voûte, inspirée de la voûte dorée et de la voûte en stuc de la Domus Aurea, est l'un des témoignages les plus complexes de la réinterprétation des thèmes antiques dans ces années, au nom d'une renaissance véritable en contraste avec l'érudition spécieuse et la reconstitution fantastique du début du XVe siècle ; Les murs, divisés en dix arcs avec une charpente architecturale peinte ordinaire, ont pour thème la « chronique peinte » de la vie de Pie II, tirée de la biographie de Giovanni Antonio Campano et des Commentaires écrits par Enea Silvio lui-même. Les dessins des scènes veillent à l'organisation de la foule de personnages, conçus de manière à valoriser les actions du protagoniste, et se déroulent aussi bien à l'intérieur qu'à l'extérieur, dans des paysages agréables qui alternent avec des scènes urbaines monumentales.
Pinturicchio et ses assistants (y compris peut-être le Siennois Girolamo del Pacchia et Giacomo Pacchiarotti) réalisent certainement eux-mêmes les fresques, puisqu'en 1504, Raphaël est déjà à Florence, après son bref séjour à Sienne datable en 1502-1503, après un probable voyage à Rome. Le style est similaire à celui des miniatures : clair, riche en couleurs brillantes assorties avec habileté, plein de décorations et d'applications tridimensionnelles à la peinture dorée sur des armes, des bijoux, des finitions, etc..
On trouve aussi trace de la collaboration de Baldassarre Peruzzi dans plusieurs des cartons, dont le Départ d'Enea Silvio Piccolomini pour le concile.

### Autres travaux dans la cathédrale de Sienne

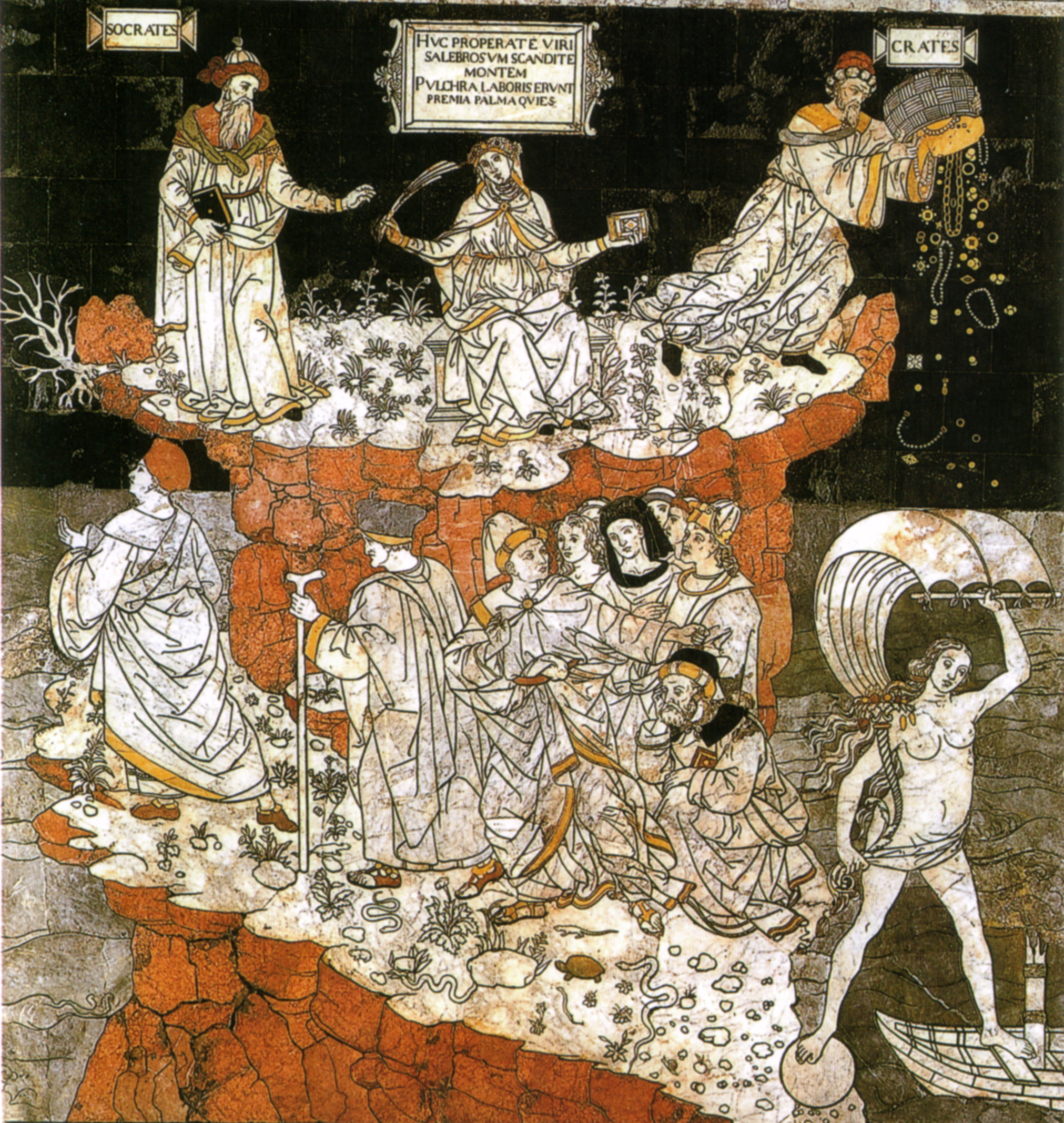
Pavement de la cathédrale de Sienne, Allégorie de la colline de la Sagesse.

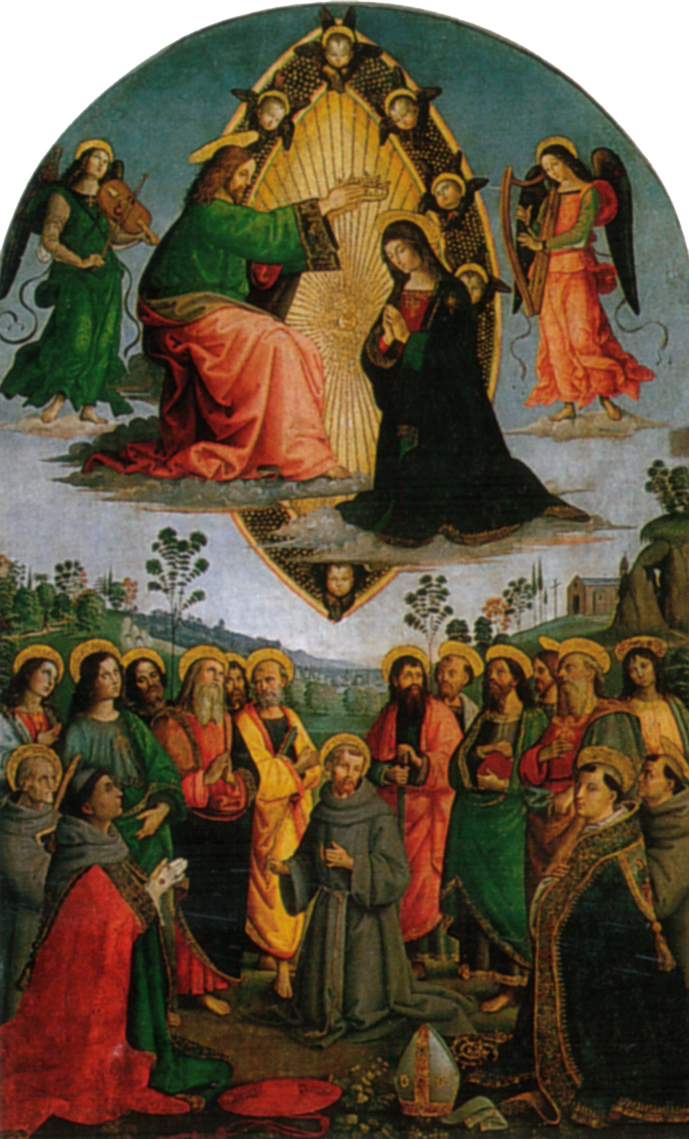
Couronnement de la Vierge, 1503-1505, Pinacothèque Vaticane.

L'interruption des travaux causée par la mort du pape en octobre 1503 permet à Pinturicchio d'accepter d'autres propositions, notamment pour les Piccolomini eux-mêmes. Andrea Nanni Piccolomini lui confie, toujours dans la cathédrale, la réalisation d'une fresque du Couronnement de Pie III, son frère, une œuvre qui l'occupe jusqu'en 1508. En 1504, il peint pour Giacomo Piccolomini un retable perdu pour la basilique Saint-François, qui brûle lors d'un incendie avec un autre de ses retables entreposé dans la même église, datant de 1513 et réalisé pour la famille Sergardi.
Toujours en 1504, à la demande de l'Operaio del Duomo Alberto Aringhieri, Pinturicchio peint huit panneaux avec des Scènes de la vie de saint Jean-Baptiste pour la chapelle Saint-Jean, où la relique du bras droit du saint est conservée, rapportée par Pie II de Morée.
Enfin, il participe à la longue et extraordinaire entreprise du sol de mosaïques du Duomo, en réalisant le carton de l'Allégorie de la colline de la Sagesse, qui lui est payé le 13 mars 1505. Alors que les philosophes Socrate et Crates jettent de l'or et des bijoux dans la mer, la figure allégorique de Sagesse est située en hauteur, en dessous se trouve l'étroite Via della Virtù, parcourue par des personnages divers : à droite Fortune, en équilibre instable avec un pied sur une sphère et un sur un bateau, caractérisée par une corne d'abondance et une voile appartenant au mât cassé du navire, sur lequel repose son pied, symbole de succès malheureux.
À Sienne, Pinturicchio atteint une prospérité économique considérable (il reste divers actes d'achat et de vente de maisons et de terres) et sa famille s'agrandit : à sa fille aînée Clelia, âgée, s'ajoutent Adriana, Faustina Girolama, Egidia (ou Gilia), Giulio Cesare et Camillo Giuliano. Leurs noms typiquement classiques témoignent des ambitions littéraires et humanistes du peintre. Dans un document surprenant à caractère fiscal daté du 7 mars 1507, il demande aux officiers de la fonction publique une exemption de trente ans du paiement des droits et gabelles, invoquant l'exemple de la Rome antique, lorsque les peintres étaient protégés « après les victoires orientales et après l'expurgation des villes grecques ».

### En Ombrie
Pendant la période d'interruption des travaux de la Bibliothèque Piccolomini, Pinturicchio reçoit également des commandes d'Ombrie, notamment pour une série de retables pour lesquels son travail se limite souvent au dessin qui est ensuite complété par ses collaborateurs. Le Couronnement de la Vierge pour l'église Santa Maria della Pietà della Fratta près d'Umbertide (maintenant à la Pinacothèque Vaticane), en est un exemple, composé selon des schémas typiquement ombriens, avec la scène sacrée au sommet dans une vesica piscis et un groupe d'apôtres et de saints dans la partie inférieure dominée par le paysage, disposés en cercles concentriques autour de la figure centrale de saint François d'Assise, saint des mineurs franciscains qui a commandé le retable. Le projet pictural est peut-être Giovanni Battista Caporali à qui il laisse le travail en 1505 pour répondre à de nombreuses commandes, et peut-être que Raphaël, de passage à Sienne en 1503, contribue aux dessins des saints Bonaventure et Louis, reconnaissables dans certains de ses dessins du Louvre.
La Vierge intronisée avec des saints dans l'église Sant'Andrea de Spello est aussi un travail mené entre 1506 et 1508 en collaboration avec Eusebio da San Giorgio et Giovanni Francesco Ciambella connu sous le nom de Il Fantasia, bien qu'il semble que le livre et la nature morte au centre soient l'œuvre du maître, qui insère avec bonheur une lettre adressée à lui-même dans laquelle l'évêque de Sienne demande son retour dans la ville pour travailler pour Pandolfo Petrucci.

### Au service de Pandolfo Petrucci

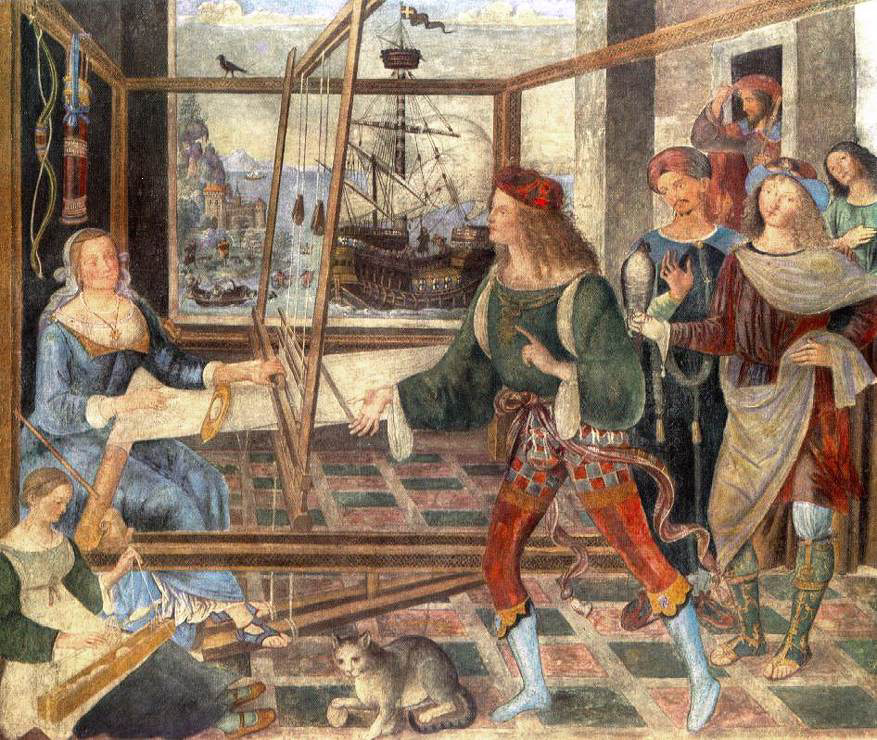
Le Retour d'Ulysse.

L'opportunité de montrer toute sa connaissance du monde classique lui est offerte par le seigneur de fait de la ville, le très riche Pandolfo Petrucci, qui organise une extraordinaire entreprise de décoration dans son palais de la via de' Pellegrini, l'une des plus importantes du genre. non seulement de Sienne mais de toute la Toscane. En 1509, la décoration de la salle principale, pour laquelle sont recrutés les meilleurs artistes présents dans la ville, en est le point d'orgue. La salle, presque carrée (674 × 629 cm), est décorée de huit scènes aux murs et sur le plafond à caissons, où les sujets mythologiques s'inspirent de ceux de la Voûte dorée de la Domus Aurea. Les peintures sont complétées par une structure en bois tout autour des murs sculptés par le célèbre atelier Barili ; des carreaux de majolique sont posés au sol.
Les événements ultérieurs, à commencer par l'expulsion de Sienne du fils de Pandolfo, Borghese Petrucci, peu après la mort de son père en 1512, conduisent à la dispersion progressive du décor. Aujourd'hui, le plafond est reconstitué au Metropolitan Museum of Art et les fresques détachées, auxquelles Luca Signorelli et Girolamo Genga ont également participé, sont dispersées dans divers musées, parmi lesquelles deux de Pinturicchio, dont le Retour d'Ulysse à la National Gallery de Londres. Cette scène contient des éléments liées aux événements politiques de l'époque et à l'histoire personnelle du client, avec les écueils qui symbolisent les dangers encourus par Sienne aux mains de César Borgia, qui est sur le point de la conquérir. Ulysse personnifie Pandolfo Petrucci lui-même, un soldat en exil, devancé par son fils Borghese/Télémaque, comme cela s'est produit dans la réalité en 1503. La vision en perspective est bien proportionnée, avec le cadre en forte pente, et les grandes figures qui témoignent de la monumentalité utilisée par Pinturicchio dans sa dernière phase artistique. Malgré les dommages subis par la surface picturale, de nombreux détails extrêmement bien finis subsistent encore aujourd'hui, tels que l'arc et le carquois d'Ulysse accrochés au cadre, les bijoux et les vêtements précieux, ou le naturalisme vivant, comme la servante et le chat jouant avec la balle au premier plan.
Les dessins pour la décoration de coffres avec les armoiries des Petrucci et des Piccolomini visibles au Palais Madame de Turin peuvent également être attribués à la famille Petrucci : dans le tondo avec la Vertu, encadré de sculptures dorées, figure une adaptation des Muses du plafond du palais des Petrucci. Celui avec la Sainte Famille avec saint Jean, d'une composition rythmique, et la Vierge à la grenade, inspirée du retable de Santa Maria dei Fossi, sont deux œuvres représentatives de la période siennoise de Pinturicchio, toutes deux à la pinacothèque nationale de Sienne.

### Dernières œuvres

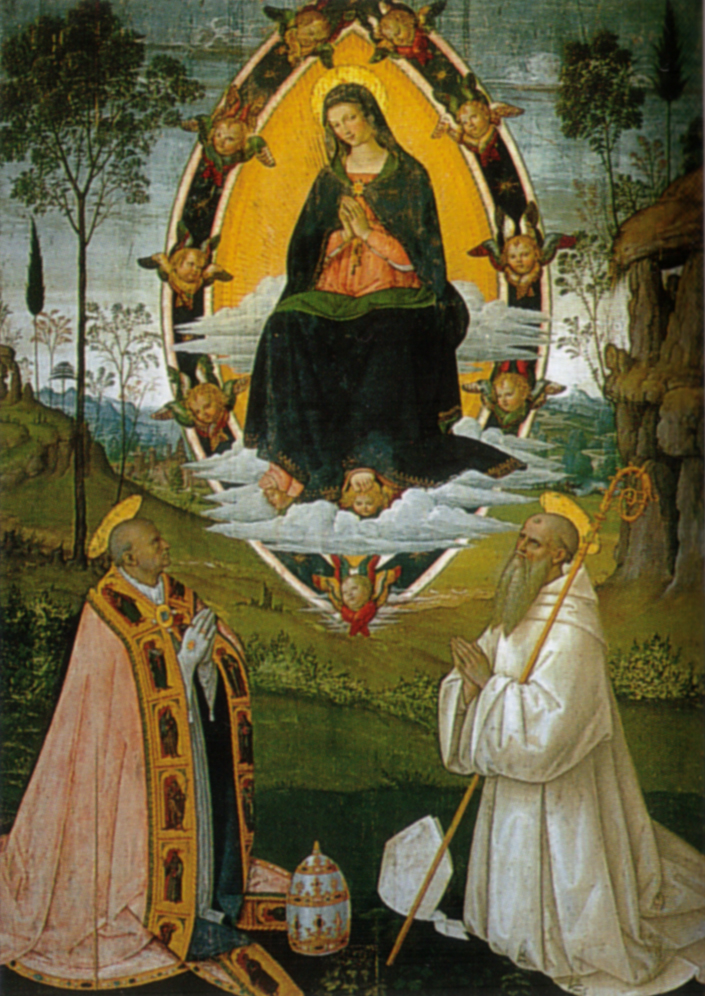
Vierge en Gloire entre les saints Grégoire le Grand et Benoît, 1510-1512,, pinacothèque, San Gimignano.

Pinturicchio réalise sa dernière œuvre importante de nouveau à Rome et de nouveau à Santa Maria del Popolo. Il est en effet appelé par Jules II pour peindre à la fresque la voûte du chœur de la basilique. L'entreprise est achevée en 1510, mais il n'est pas exclu que le peintre soit à Rome dès 1508 : Giovanni Battista Caporali, dans son commentaire sur Vitruve, se commémore un dîner à cette date réunissant Pinturicchio, Pérugin, Signorelli et lui-même chez Bramante. Le schéma de la voûte du chœur, un double carré, est inspiré par une voûte de la villa d'Hadrien, perpétuée par un dessin de Giuliano da Sangallo, et la combinaison d'une zone centrale bidimensionnelle, presque archaïque, avec des zones latérales avec des trônes en forte projection illusionniste que l'on retrouve également dans les premiers dessins de Michel-Ange pour la voûte de la chapelle Sixtine (1508, conservés à Londres et Detroit), témoignant de l'actualisation continue par Pinturicchio de ses connaissances. Antonio del Massaro, Caporali et peut-être l'Ombrien Giannicola Paolo Manni, également assistant du Pérugin, figurent parmi les collaborateurs de ce dernier ouvrage romain.
La dernière œuvre monumentale documentée de Pinturicchio est la Vierge en gloire entre les saints Grégoire le Grand et Benoît, datant de 1510-1512, pour les olivétains de l'église Santa Maria di Barbiano près de San Gimignano, aujourd'hui dans le musée municipal de la ville. Le panneau représente Marie enfermée dans une vesica piscis entourée de têtes d'anges ; au premier plan, saint Benoît et saint Grégoire sont agenouillés, le regard tourné vers la Vierge. C'est un travail en grande partie autographe où le raffinement de la technique pinturicchiesque est reconnaissable, décoré d'un cadre en bois par le célèbre sculpteur olivétain Fra Giovanni da Verona.
Le succès de l'œuvre a dû lui permettre obtenir une autre commande des olivétains, le retable de l'Assomption de la Vierge, aujourd'hui au musée de Capodimonte, pour l'église Sainte-Anne-des-Lombards à Naples : c'est une œuvre collaborative, en partie réalisée avec l'aide d'Eusebio da San Giorgio.
Le tableau de la Route du Calvaire de 1513, maintenant dans les collections Borromeo à Isola Bella, est une des dernières œuvres du peintre. De saveur miniaturiste, bordée d'un cadre sinueux, elle présente un cartellino avec l'inscription « Cette œuvre est de la main de Pinturicchio de Pérouse M.CCCCC. XIII », même si le style général se réfère plutôt aux peintures des années 90, comme les figures délicates de la Voûte d'Isis et d'Osiris dans les appartements Borgia. La tendance quelque peu forcée et l'exubérance décorative atteignent un tel niveau que certains critiques ont émis l'hypothèse qu'il pourrait s'agir d'un échantillon de tous les motifs chers à l'artiste qui le suivirent dans ses voyages jusqu'à sa mort, lorsqu'il a réécrit la date,.

### Mort
Vasari, pas très indulgent dans sa biographie de Pinturicchio, termine en rapportant une dernière rumeur sur son caractère avide et bizarre, selon laquelle, demeurant avec les frères franciscains à Sienne, il a demandé avec insistance à retirer un vieux coffre encombrant de sa cellule, qui se brisa révélant alors un trésor de cinq cents ducats d'or, qui tomba donc aux mains des frères, contrariant le peintre au point de causer sa mort. L'anecdote n'est pas fondée, mais c'est un témoignage de l'amertume des dernières années de sa vie : riche, mais dans la solitude, abandonnée par son épouse infidèle, qui l'a trahi avec Girolamo di Polo appelé Paffa, et oublié par ses cinq enfants.
Le 7 mai 1513, affaibli par la maladie, il dicte son testament, le changeant en octobre en faveur de sa femme. Cette dernière, qui avait donné sa fille Clélia en mariage à son amant, ne permet qu'à quelques voisins de se rapprocher de son mari souffrant, comme le rappelle son biographe Sigismondo Tizio, recteur de la paroisse des saints  Vincent et Anastasio où vit Pinturicchio. Il est enterré dans cette église, sans honneurs ni souvenirs : l'inscription en sa mémoire ne date que de 1830.

## Œuvres

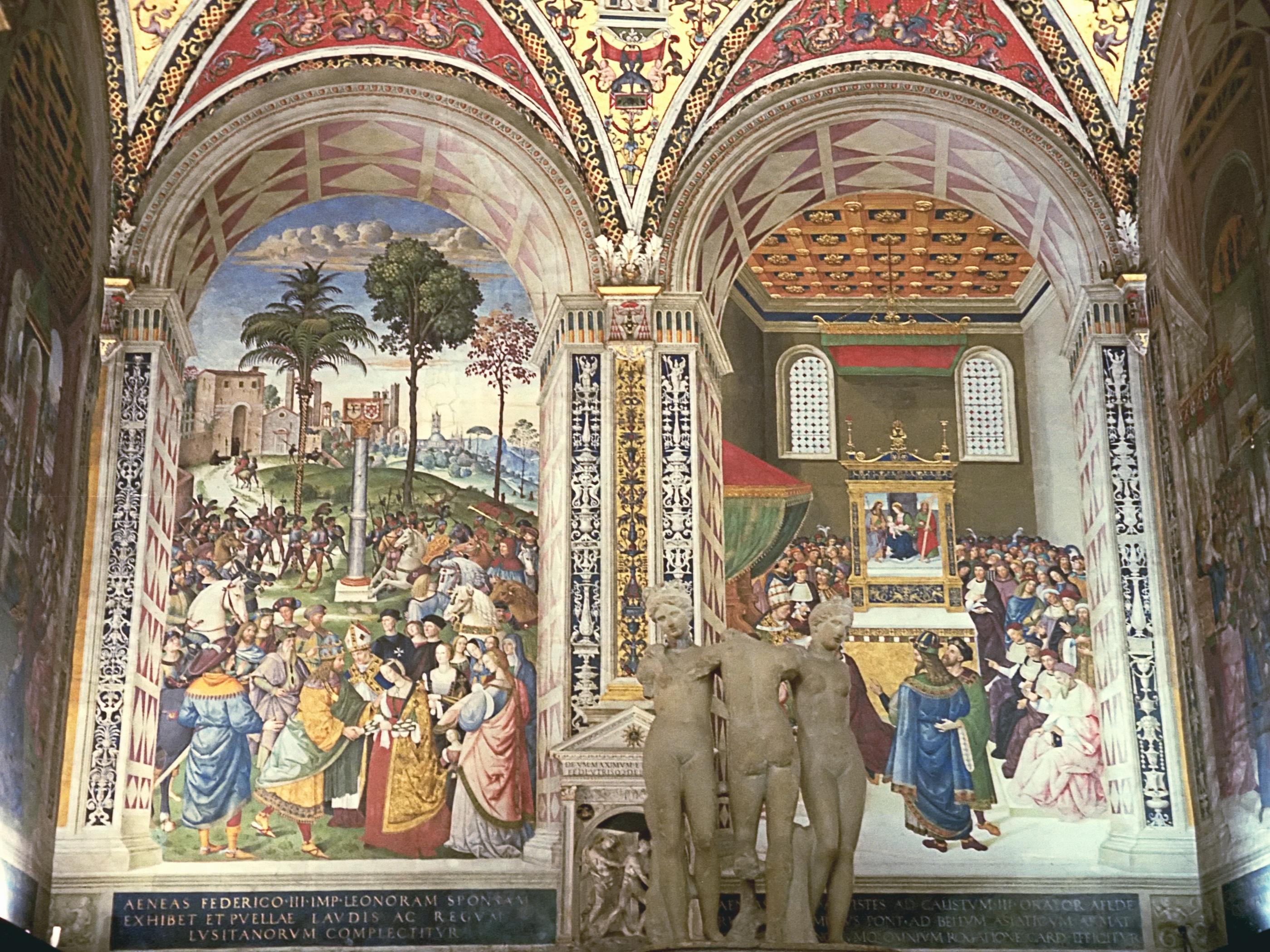
Fresques des Scènes de la vie de Pie II de la Libreria Piccolomini du Duomo de Sienne.

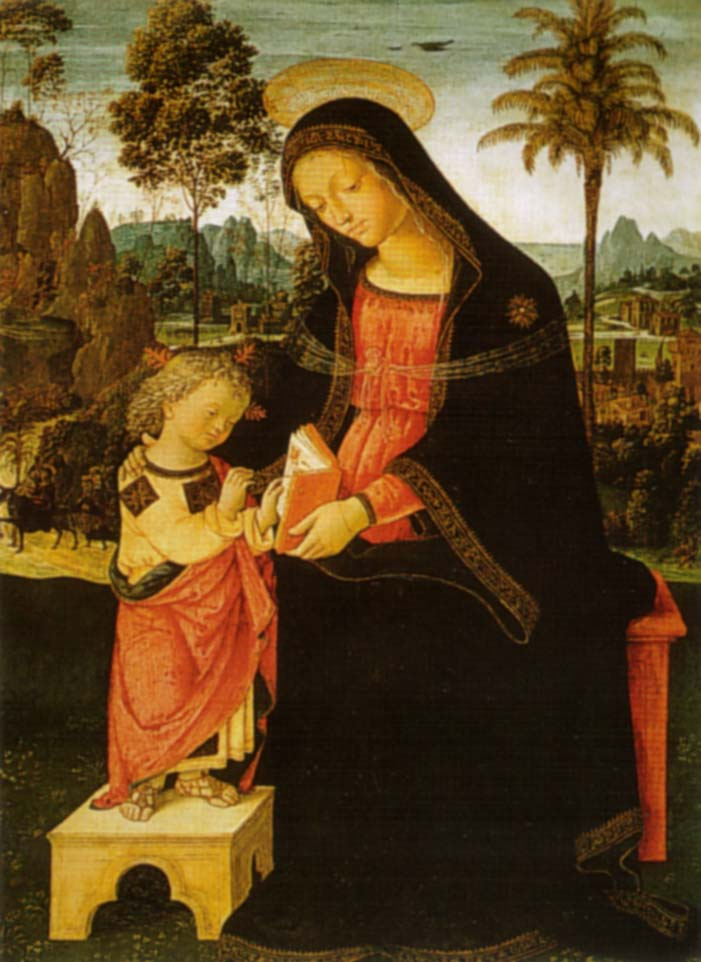
Vierge avec l'Enfant écrivant, 1494-1498,, philadelphie, museum of art

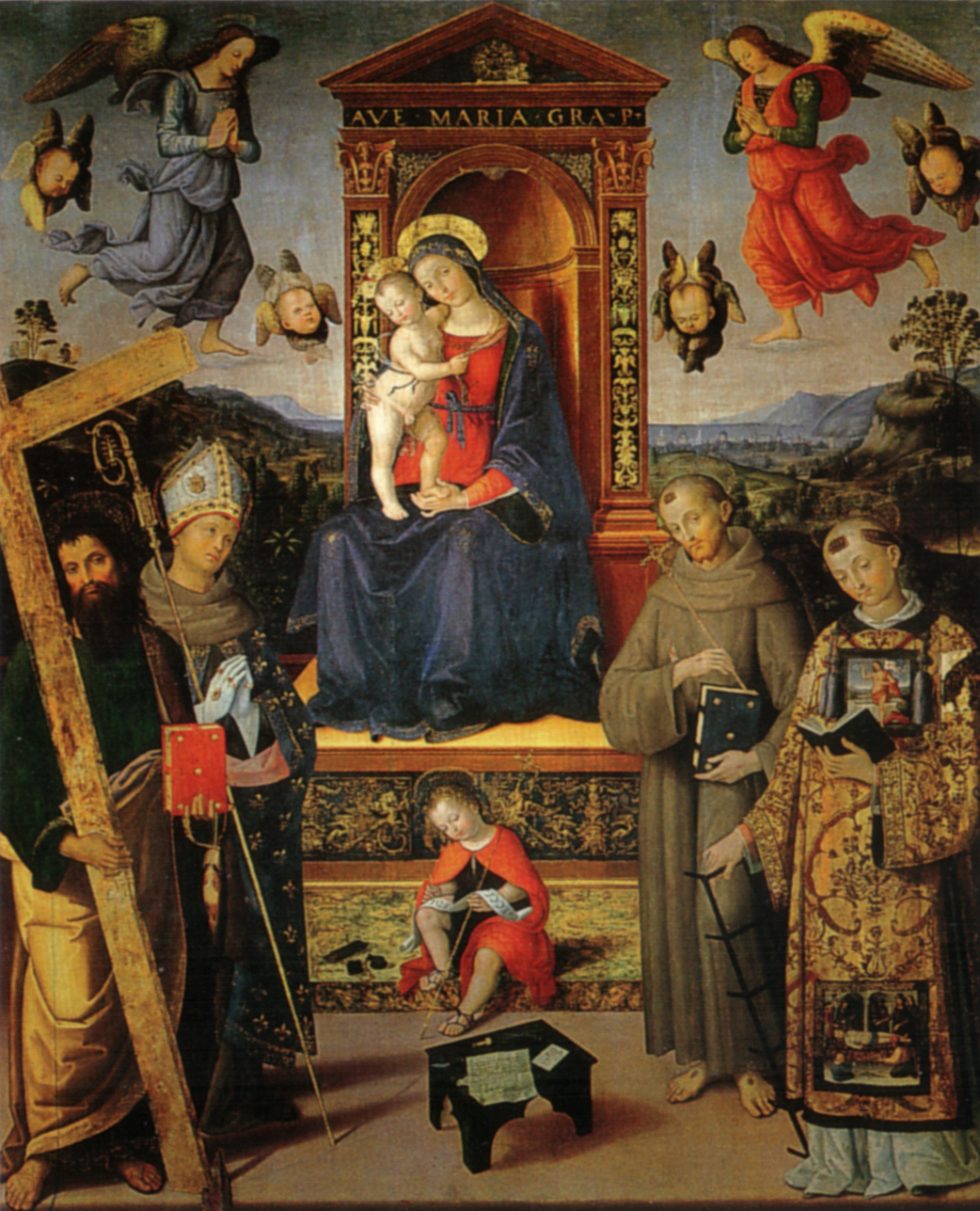
Vierge en majesté avec des saints, 1507-1508,, Spello, église Sant'Andrea

- Les Miracles de saint Bernardin, 1473, tempera sur toile, Pérouse, Galerie nationale de l'Ombrie.
  - Saint Bernardin donne vie à un homme retrouvé mort sous un arbre, 76,5 × 56,8 cm.
  - Guérison des aveugles, 75,8 × 57 cm.
  - Libération des prisonniers, 76 × 56,7 cm.
- Crucifixion entre les saints Jérôme et Christophe, vers 1475, huile sur toile, 59 × 40 cm, Rome, Galerie Borghèse.
- Saint Jérôme dans le désert, vers 1475-1480 , huile sur toile, 149,8 × 106 cm, Baltimore, Walters Art Museum.
- Vierge avec l'Enfant bénissant, vers 1480 , huile sur toile, 53,5 × 35,5 cm, Londres, National Gallery.
- Vierge avec l'Enfant bénissant, vers 1480 , huile sur toile, Città di Castello, Pinacothèque communale de Città di Castello.
- Vierge avec l'Enfant écrivant et saint Jérôme, 1481, huile sur toile, 49,5 × 38 cm, Berlin, Gemäldegalerie.
- Portrait d’un garçon, vers 1481-1483 , tempera sur support en peuplier, 47,5 × 33 cm, Dresde, Gemäldegalerie.
- Chapelle Bufalini, vers 1484-1486, cycle de fresques avec la Vie de saint Bernardin, Rome, basilique Santa Maria in Aracoeli.
- Chapelle Basso Della Rovere, 1484-1492, cycle de fresques , Rome, église Santa Maria del Popolo.
- Scènes bibliques et l'antiquité, vers 1485-1490 , fresques, Rome, Palais Colonna.
- Voûte de la chapelle Ponziani, vers 1485-1490 , fresque, Rome, église Sainte-Cécile-du-Trastevere.
- Vierge avec l'Enfant et saint Jean, 1486, tempera sur toile, Città di Castello, Museo del Capitolo del Duomo di Città di Castello
- Vierge avec l'Enfant et deux anges, 1486, fresque, Pérouse, Palazzo dei Priori, sala dei Catasti.
- Vierge avec l'Enfant bénissant, vers 1486-1490 , tempera sur toile, 53 × 43 cm, Rome, Fondazione Sorgente Group.
- Porte de Pérouse et saints protecteurs, 1486, miniature.
- Vues de cités italiennes, vers 1488-1490 , cycle de fresques, Rome, Musée Pio-Clementino.
- Chapelle del Presepio, vers 1488-1490 ,cycle de fresques, Rome, basilique ̹̹̹̹̹̹̹̹̝Santa Maria del Popolo.
- Plafond des demi-dieux, 1490, huile sur papier sur bois, Rome, Palais Della Rovere.
- Vierge de la Paix, vers 1490 , huile sur toile, 143 × 70 cm, San Severino Marche, Pinacothèque
- Enfant-Jésus aux mains, vers 1492 , fragment de fresque détaché, 48,5 × 33,5 cm, Pérouse, Fondazione Guglielmo Giordano.
- Visage de Vierge, vers 1492 , fragment de fresque détaché, collection privée.
- Madonna del Latte, 1492, huile sur toile, 29,2 × 21,6 cm, Houston, Sarah Campbell Blaffer Foundation.
- Appartements Borgia, 1492-1494, cycle de fresques et de stucs, Vatican, Musées du Vatican.
- Vierge à l'Enfant, vers 1494-1498 , huile sur toile, 33,7 × 25,5 cm, Raleigh, North Carolina Museum of Art.
- Vierge avec l'Enfant , vers 1494-1498 , huile sur toile, 61 × 41,6 cm, Philadelphie, Philadelphia Museum of Art.
- Vierge avec l'Enfant écrivant et un évêque à genoux (Virgen de las Fiebres), vers 1495 , huile sur toile, 157 × 78 cm, Valence, Musée des beaux-Arts.
- Sainte Famille, vers 1495 , huile sur toile, 53 × 38,7 cm, Cambridge (Massachusetts), Fogg Art Museum.
- Retable de Santa Maria dei Fossi, 1496-1498, huile sur toile et sur bois,512 × 314 cm, Pérouse, Galerie Nationale de l'Ombrie.
- Chapelle de l’évêque Eroli, 1497, fresques, Cathédrale de Spolète.
- Vierge à l'Enfant, vers 1498, huile sur toile, 48,2 × 38,1 cm, San Marino (California), Bibliothèque Huntington.
- Madonna del Davanzale, vers 1498 , huile sur toile, 105 × 87 cm, Vatican, Pinacothèque Vaticane.
- Gonfalon de saint Augustin, 1500, huile sur toile, 115 × 83 cm, Pérouse, Galerie Nationale de l'Ombrie.
- chapelle Baglioni, vers 1500-1501, cycle de fresques, Spello, église Santa Maria Maggiore
- Fragment d'une Adoration des mages, 1502, fresque détachée, Rome, collection Chigi.
- Crucifixion avec des douleurs (Barb. Lat. 614, c. 219), vers 1502 , feuille enluminée, Vatican, Bibliothèque apostolique vaticane.
- Libreria Piccolomini, 1502-1507/1508, cycle de fresques, Sienne, Cathédrale Santa Maria Assunta de Sienne.
- Couronnement de la Vierge, 1503-1505, huile sur toile, 330 × 200 cm,Vatican, Pinacothèque vaticane.
- Couronnement de Pie III, 1503-1508, fresque, Sienne, Cathédrale.
- Huit Histoires de saint Jean dont trois ont été repeintes, 1504, fresques, chapelle sain Jean Baptiste, Cathédrale de Sienne.
- Carton pour l'Allégorie de la colline de la Sagesse, 1505, mosaïque de pavage en marbre, Sienne, Cathédrale.
- Vierge en majesté avec des saints, 1506-1508, huile sur toile, 318 × 257 cm, Spello, église Sant'Andrea.
- Plafond du palazzo de Pandolfo Petrucci, 1508-1509, fresques détachées et stucs, 483,2 × 495,9 cm, New York, Metropolitan Museum of Art.
- Le Retour d'Ulysse, 1508-1509, fresque détachée, 125 × 152 cm, Londres, National Gallery.
- Réconciliation de Coriolan (peut-être avec Luca Signorelli), 1508-1509, fresque détachée, 125,7 × 125,7 cm, Londres, National Gallery.
- Vierge à la grenade, vers 1508-1509 , huile sur toile, 54,5 × 41 cm, Sienne, Pinacothèque Nationale.
- Sainte famille avec saint Jean, vers 1508-1509 , huile sur toile, diamètre 85 cm, Sienne, Pinacothèque Nationale.
- Vertu du cassone Petrucci-Piccolomini (dessin seul, attr.), vers 1509 , huile sur toile, Turin, palais Madame.
- Vierge à l'Enfant, vers 1509 , huile sur toile, Gloucestershire, collection Farrington.
- Sainte Catherine d'Alexandrie et commettant à genoux, vers 1509 , huile sur toile, 56,5 × 38,1 cm, Londres, National Gallery.
- Voûte avec le Couronnement de la Vierge, Évangélistes, Sibylles et Docteurs de l’Eglise, vers 1509-1510, fresque, Rome, plafond du cloître de Santa Maria del Popolo.
- Vierge en majesté entre saint Grégoire et saint Benoît, vers 1510-1512 , huile sur toile, 282 × 198 cm, San Gimignano, Palais communal.
- Assomption de la Vierge, vers 1512 , huile sur toile, Naples, Musée de Capodimonte.
- Montée au Calvaire, 1513, huile sur toile, 51 × 42,5 cm, Isola Bella, collection Borromeo.

## Renommée et postérité

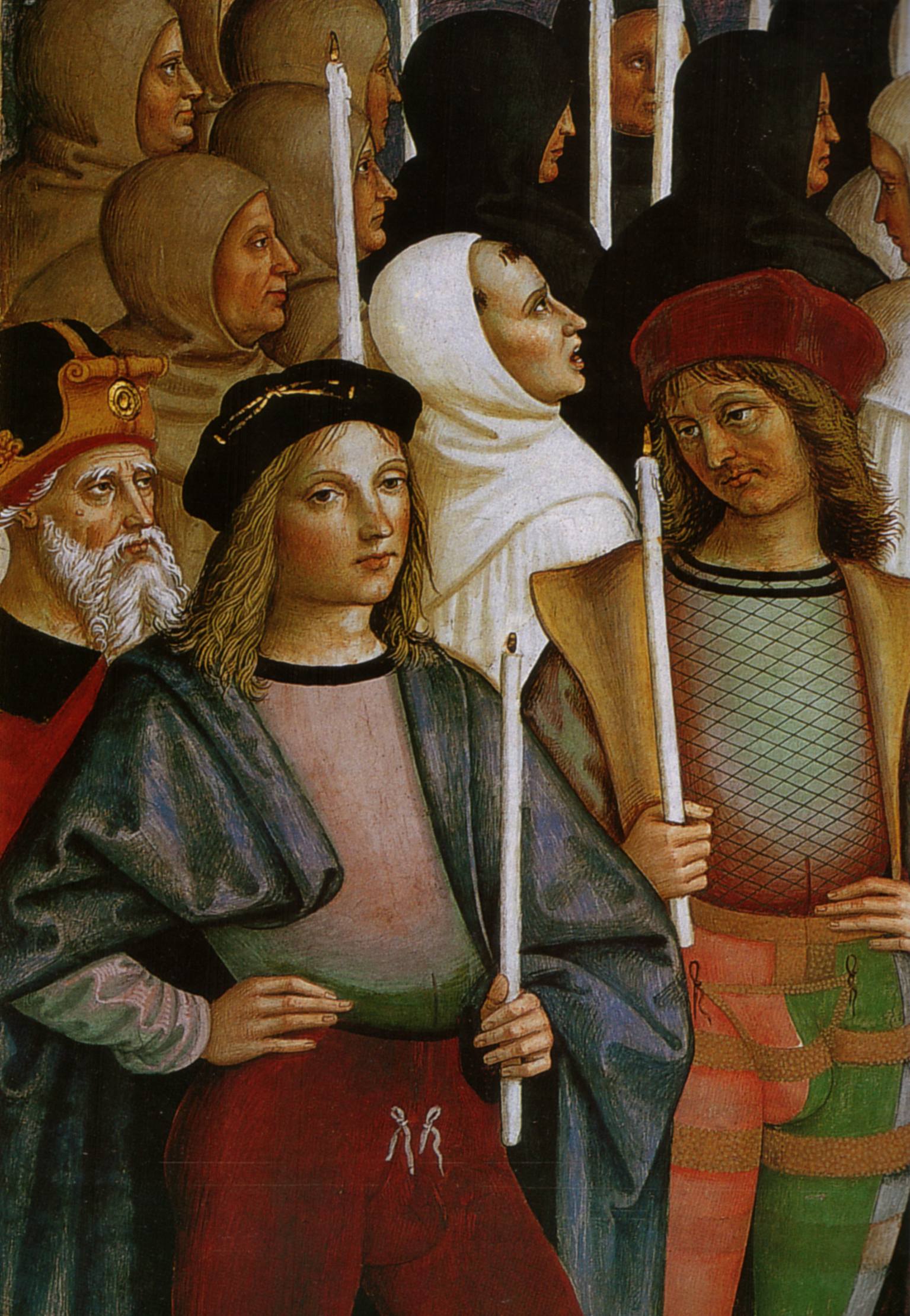
Portraits présumés de Raphaël et Pinturicchio, Libreria Piccolomini, détail.

### Critique
Les critiques envers Pinturicchio sont mitigées : il pouvait parfois être très aimé et à d'autres moments très critiqué. Peut-être qu'à Rome, lorsque la faveur des Borgia s'est affaiblie, il a pu se sentir désorienté par les tumultueuses innovations artistiques du début du XVIe siècle, mais à Sienne, il était entouré par l'approbation générale : c'est ce dont témoigne la réponse des Officiers de la fonction publique à sa demande d'exemption de trente ans pour mérites artistiques. du paiement des droits et taxes, qui fut acceptée en le qualifiant d'« excellent enseignant », « avec de grands mérites d'utilité publique ». Bien qu'il soit aimé par les puissants de son temps, la littérature artistique le laisse longtemps dans l'ombre, à commencer par Vasari, qui dans les Vies le décrit de manière presque exclusivement négative : dans l'édition de 1550, il fait allusion à l'une de ses « stupidités», tandis que dans celle de 1568, il attribue sa notoriété plus aux caprices de la fortune qu'au mérite. La haute estime qui accompagna Pinturicchio dans sa vie n'était pas tant dictée par sa rapidité, comme le suggérait Vasari, mais plutôt par sa capacité à interpréter excellemment les besoins de ses clients.
Les érudits du XIXe et du début du XXe siècle l'ont valorisé, au moment même où ses peintures entraient dans les collections internationales, intégrant les grands musées et collections d'Europe et d'Amérique. La monographie d'Enzo Carli (1960) est fondamentale, même si ensuite un nouveau désintérêt s'est abattu sur le peintre, se bornant à ne mettre en évidence que certaines de ses caractéristiques dans des publications spécialisées, comme l'inspiration antique et un goût de l'iconographie inhabituel et rare. Dans les études entreprises à l'occasion du cinquième centenaire de la naissance de Raphaël en 1984, la figure de Pinturicchio n'a été que marginalement étudiée.

### Hommages et références dans la culture
À l'été 1995, Gianni Agnelli a attribué le surnom de Pinturicchio au footballeur italien Alessandro Del Piero, pour son style de jeu élégant et après l'avoir comparé à Roberto Baggio, plus mature, et qui était comparé à Raphaël.
Dans le film de 1956 La banda degli onesti, Totò et Peppino comparent ironiquement le style pictural de leur ami Cardone, modeste peintre d'enseignes publicitaires, à celui du « premier style » de Pinturicchio.

### Rétrospectives notables
- 2008 : Pérouse, Galleria Nazionale dell’Umbria et Palazzo Baldeschi, et à Spello (du 2 février au 29 juin).